# گرگ
گُرگ (نام علمی: Canis lupus) که با نام گرگ خاکستری نیز شناخته می‌شود، سگ‌سانی بومی در اوراسیا و آمریکای شمالی است. تاکنون بیش از سی زیرگونه از گرگ، از جمله سگ و سگ وحشی استرالیایی شناسایی شده‌اند؛ با این وجود گرگ‌های خاکستری آنگونه که بیشتر مردم می‌شناسند، در واقع تنها زیرگونهٔ وحشی گرگ‌ها می‌باشد. گرگ بزرگ‌ترین عضو وحشیِ زنده از خانوادهٔ سگ‌سانان است و از دیگر گونه‌های سگ‌سان با ویژگی‌هایی چون گوش‌ها و پوزهٔ کمتر نوک‌تیز، تنهٔ کوتاه‌تر، و دُمی بلندتر متمایز می‌شود. با این‌که گرگ از بسیاری جهات با سایر سگ‌سانان تفاوت دارد، از نظر خویشاوندی آن‌قدر به گونه‌های کوچک‌تر این سرده مانند کایوت و شغال طلایی نزدیک است که توانایی تولید دورگه‌های بارور با آن‌ها را دارد. خز گرگ معمولاً ترکیبی از رنگ‌های سفید، قهوه‌ای، خاکستری و سیاه است، با این وجود زیرگونه‌ها در مناطق قطبی ممکن است تقریباً کاملاً سفید باشند.
در میان تمام سگ‌سانان، گرگ ویژگی‌های برجسته‌ای را برای شکارگری گروهی دارد که این ویژگی‌ها از طریق سازگاری‌های فیزیکی آن در برخورد با طعمه‌های بزرگ، طبیعت اجتماعی‌تر آن و رفتار بیانی بسیار پیشرفته‌اش، از جمله زوزه کشیدن به‌صورت فردی یا گروهی، نشان داده می‌شود. گرگ‌ها در خانواده‌های هسته‌ای سفر می‌کنند که شامل یک جفت جفت‌گیری شده به همراه فرزندانشان است. فرزندان ممکن است با شروع بلوغ جنسی و در پاسخ به رقابت برای غذا درون گروه، برای تشکیل گروه‌های خود جدا شوند. گرگ‌ها همچنین قلمروطلب هستند و درگیری‌ها بر سر قلمرو یکی از علل اصلی مرگ و میر آنهاست. گرگ عمدتاً گوشتخوار است و از پستانداران بزرگ وحشی، همچنین حیوانات کوچک‌تر، دام‌ها، لاشه‌ها و زباله‌ها تغذیه می‌کند. گرگ‌های تنها یا جفت‌های جفت‌گیری شده معمولاً نرخ موفقیت بالاتری در شکار نسبت به گروه‌های بزرگ دارند. پاتوژن‌ها و انگل‌ها، به‌ویژه ویروس هاری، ممکن است گرگ‌ها را آلوده کنند.
جمعیت جهانی گرگ‌های وحشی در سال ۲۰۰۳ حدود ۳۰۰٬۰۰۰ قلاده برآورد شده و از سوی اتحادیه بین‌المللی حفاظت از طبیعت در ردهٔ کمترین نگرانی قرار دارد. گرگ‌ها سابقهٔ طولانی تعامل با انسان دارند؛ در بیشتر جوامع دام‌دار به دلیل حمله به دام‌ها آنها مورد نفرت و شکار قرار گرفته‌اند، در حالی‌که در برخی جوامع کشاورز و شکارگر-گِردآور مورد احترام بوده‌اند. اگرچه ترس از گرگ‌ها در بسیاری از جوامع انسانی وجود دارد، اما بیشتر حملات ثبت‌شده به انسان ناشی از گرگ‌های مبتلا به هاری بوده است. حملهٔ گرگ به انسان نادر است، زیرا جمعیت آن‌ها نسبتاً کم است، دور از انسان زندگی می‌کنند، و به دلیل تجربه‌های خود از شکارچیان، کشاورزان، دام‌داران و شبانان، ترس از انسان در آن‌ها شکل گرفته است.

## واژه‌شناسی
گرگ در پارسی نو، برگرفته از زبان‌های ایرانی میانه (از ۳۳۱ پیش. م تا ۸۶۷ پس. م) است. در پارسی میانه و پارتی مانوی «gurg» در سغذی «wərk» یا «wiŗk» در سکایی ختنی «birgga» می‌باشد که این واژه در دوره میانه خود از ایرانی باستان (از اواخر هزاره دوم پ. م تا ۳۳۱ پ. م) آمده است. در اوستایی «vəhrka» در پارسی باستان «varka» می‌باشد. این واژه در ایرانی باستان خود از دوره پرتو هندوایرانی (اواخر هزاره سوم پ. م) آمده است. در سانسکریت «vṛ́ka» که این واژه خود از هندواروپایی (میانه هزاره چهارم پ. م) آمده است که از «wlkwos» بمعنای گرگ ریشه برساخته است.
واژه انگلیسی "wolf" از واژهٔ قدیمی انگلیسی wulf نشأت می‌گیرد که خود به احتمال زیاد از *wulfaz در پروتو-ژرمنی گرفته شده است. ریشهٔ پروتو-هندواروپایی wĺ̥kʷos نیز ممکن است منبع واژهٔ لاتین برای این حیوان، "lupus" (*lúkʷos) باشد. نام «گرگ خاکستری» به رنگ خاکستری این گونه اشاره دارد. از زمان‌های پیش از مسیحیت، ملت‌های آلمانی مانند آنگلوساکسون‌ها از wulf به عنوان پیشوند یا پسوند در نام‌های خود استفاده می‌کردند. نمونه‌هایی شامل Wulfhere ("ارتش گرگ")، Cynewulf ("گرگ سلطنتی")، Cēnwulf ("گرگ شجاع")، Wulfheard ("سخت‌گرگ")، Earnwulf ("گرگ عقاب")، Wulfstān ("سنگ گرگ")، Æðelwulf ("گرگ نجیب")، Wolfhroc ("گرگ‌پوش")، Wolfhetan ("پوشش گرگ")، Scrutolf ("گرگ پوش")، Wolfgang ("راه رفتن گرگ") و Wolfdregil ("دوندهٔ گرگ") است.

## طبقه‌بندی زیستی
|          | \| \| گرگ \| \| \| \| \| \| کایوت \| \| \| \| |
| ۱٫۱۰ میر |                                               |
|          | گرگ آفریقایی                                  |
|          |                                               |
|          | گرگ                                           |
|          |                                               |
|          | کایوت                                         |
|          |                                               |

|  | گرگ   |
|  |       |
|  | کایوت |
|  |       |

|          | \| \| گرگ \| \| \| \| \| \| کایوت \| \| \| \| |
| ۱٫۱۰ میر |                                               |
|          | گرگ آفریقایی                                  |
|          |                                               |
|          | گرگ                                           |
|          |                                               |
|          | کایوت                                         |
|          |                                               |

|  | گرگ   |
|  |       |
|  | کایوت |
|  |       |

|          | \| \| گرگ \| \| \| \| \| \| کایوت \| \| \| \| |
| ۱٫۱۰ میر |                                               |
|          | گرگ آفریقایی                                  |
|          |                                               |
|          | گرگ                                           |
|          |                                               |
|          | کایوت                                         |
|          |                                               |

|  | گرگ   |
|  |       |
|  | کایوت |
|  |       |

|          | \| \| گرگ \| \| \| \| \| \| کایوت \| \| \| \| |
| ۱٫۱۰ میر |                                               |
|          | گرگ آفریقایی                                  |
|          |                                               |
|          | گرگ                                           |
|          |                                               |
|          | کایوت                                         |
|          |                                               |

|  | گرگ   |
|  |       |
|  | کایوت |
|  |       |

|          | \| \| گرگ \| \| \| \| \| \| کایوت \| \| \| \| |
| ۱٫۱۰ میر |                                               |
|          | گرگ آفریقایی                                  |
|          |                                               |
|          | گرگ                                           |
|          |                                               |
|          | کایوت                                         |
|          |                                               |

|  | گرگ   |
|  |       |
|  | کایوت |
|  |       |

|          | \| \| گرگ \| \| \| \| \| \| کایوت \| \| \| \| |
| ۱٫۱۰ میر |                                               |
|          | گرگ آفریقایی                                  |
|          |                                               |
|          | گرگ                                           |
|          |                                               |
|          | کایوت                                         |
|          |                                               |

|  | گرگ   |
|  |       |
|  | کایوت |
|  |       |

|          | \| \| گرگ \| \| \| \| \| \| کایوت \| \| \| \| |
| ۱٫۱۰ میر |                                               |
|          | گرگ آفریقایی                                  |
|          |                                               |
|          | گرگ                                           |
|          |                                               |
|          | کایوت                                         |
|          |                                               |

|  | گرگ   |
|  |       |
|  | کایوت |
|  |       |

|          | \| \| گرگ \| \| \| \| \| \| کایوت \| \| \| \| |
| ۱٫۱۰ میر |                                               |
|          | گرگ آفریقایی                                  |
|          |                                               |
|          | گرگ                                           |
|          |                                               |
|          | کایوت                                         |
|          |                                               |

|  | گرگ   |
|  |       |
|  | کایوت |
|  |       |

|          | \| \| گرگ \| \| \| \| \| \| کایوت \| \| \| \| |
| ۱٫۱۰ میر |                                               |
|          | گرگ آفریقایی                                  |
|          |                                               |
|          | گرگ                                           |
|          |                                               |
|          | کایوت                                         |
|          |                                               |

|  | گرگ   |
|  |       |
|  | کایوت |
|  |       |

|          | \| \| گرگ \| \| \| \| \| \| کایوت \| \| \| \| |
| ۱٫۱۰ میر |                                               |
|          | گرگ آفریقایی                                  |
|          |                                               |
|          | گرگ                                           |
|          |                                               |
|          | کایوت                                         |
|          |                                               |

|  | گرگ   |
|  |       |
|  | کایوت |
|  |       |

|          | \| \| گرگ \| \| \| \| \| \| کایوت \| \| \| \| |
| ۱٫۱۰ میر |                                               |
|          | گرگ آفریقایی                                  |
|          |                                               |
|          | گرگ                                           |
|          |                                               |
|          | کایوت                                         |
|          |                                               |

|  | گرگ   |
|  |       |
|  | کایوت |
|  |       |

|          | \| \| گرگ \| \| \| \| \| \| کایوت \| \| \| \| |
| ۱٫۱۰ میر |                                               |
|          | گرگ آفریقایی                                  |
|          |                                               |
|          | گرگ                                           |
|          |                                               |
|          | کایوت                                         |
|          |                                               |

|  | گرگ   |
|  |       |
|  | کایوت |
|  |       |

|          | \| \| گرگ \| \| \| \| \| \| کایوت \| \| \| \| |
| ۱٫۱۰ میر |                                               |
|          | گرگ آفریقایی                                  |
|          |                                               |
|          | گرگ                                           |
|          |                                               |
|          | کایوت                                         |
|          |                                               |

|  | گرگ   |
|  |       |
|  | کایوت |
|  |       |

|          | \| \| گرگ \| \| \| \| \| \| کایوت \| \| \| \| |
| ۱٫۱۰ میر |                                               |
|          | گرگ آفریقایی                                  |
|          |                                               |
|          | گرگ                                           |
|          |                                               |
|          | کایوت                                         |
|          |                                               |

|  | گرگ   |
|  |       |
|  | کایوت |
|  |       |

|          | \| \| گرگ \| \| \| \| \| \| کایوت \| \| \| \| |
| ۱٫۱۰ میر |                                               |
|          | گرگ آفریقایی                                  |
|          |                                               |
|          | گرگ                                           |
|          |                                               |
|          | کایوت                                         |
|          |                                               |

|  | گرگ   |
|  |       |
|  | کایوت |
|  |       |

|          | \| \| گرگ \| \| \| \| \| \| کایوت \| \| \| \| |
| ۱٫۱۰ میر |                                               |
|          | گرگ آفریقایی                                  |
|          |                                               |
|          | گرگ                                           |
|          |                                               |
|          | کایوت                                         |
|          |                                               |

|  | گرگ   |
|  |       |
|  | کایوت |
|  |       |

|  | شغال پهلونواری |
|  |                |
|  | شغال پشت‌سیاه   |
|  |                |

|          | \| \| گرگ \| \| \| \| \| \| کایوت \| \| \| \| |
| ۱٫۱۰ میر |                                               |
|          | گرگ آفریقایی                                  |
|          |                                               |
|          | گرگ                                           |
|          |                                               |
|          | کایوت                                         |
|          |                                               |

|  | گرگ   |
|  |       |
|  | کایوت |
|  |       |

|          | \| \| گرگ \| \| \| \| \| \| کایوت \| \| \| \| |
| ۱٫۱۰ میر |                                               |
|          | گرگ آفریقایی                                  |
|          |                                               |
|          | گرگ                                           |
|          |                                               |
|          | کایوت                                         |
|          |                                               |

|  | گرگ   |
|  |       |
|  | کایوت |
|  |       |

|          | \| \| گرگ \| \| \| \| \| \| کایوت \| \| \| \| |
| ۱٫۱۰ میر |                                               |
|          | گرگ آفریقایی                                  |
|          |                                               |
|          | گرگ                                           |
|          |                                               |
|          | کایوت                                         |
|          |                                               |

|  | گرگ   |
|  |       |
|  | کایوت |
|  |       |

|          | \| \| گرگ \| \| \| \| \| \| کایوت \| \| \| \| |
| ۱٫۱۰ میر |                                               |
|          | گرگ آفریقایی                                  |
|          |                                               |
|          | گرگ                                           |
|          |                                               |
|          | کایوت                                         |
|          |                                               |

|  | گرگ   |
|  |       |
|  | کایوت |
|  |       |

|          | \| \| گرگ \| \| \| \| \| \| کایوت \| \| \| \| |
| ۱٫۱۰ میر |                                               |
|          | گرگ آفریقایی                                  |
|          |                                               |
|          | گرگ                                           |
|          |                                               |
|          | کایوت                                         |
|          |                                               |

|  | گرگ   |
|  |       |
|  | کایوت |
|  |       |

|          | \| \| گرگ \| \| \| \| \| \| کایوت \| \| \| \| |
| ۱٫۱۰ میر |                                               |
|          | گرگ آفریقایی                                  |
|          |                                               |
|          | گرگ                                           |
|          |                                               |
|          | کایوت                                         |
|          |                                               |

|  | گرگ   |
|  |       |
|  | کایوت |
|  |       |

|          | \| \| گرگ \| \| \| \| \| \| کایوت \| \| \| \| |
| ۱٫۱۰ میر |                                               |
|          | گرگ آفریقایی                                  |
|          |                                               |
|          | گرگ                                           |
|          |                                               |
|          | کایوت                                         |
|          |                                               |

|  | گرگ   |
|  |       |
|  | کایوت |
|  |       |

|          | \| \| گرگ \| \| \| \| \| \| کایوت \| \| \| \| |
| ۱٫۱۰ میر |                                               |
|          | گرگ آفریقایی                                  |
|          |                                               |
|          | گرگ                                           |
|          |                                               |
|          | کایوت                                         |
|          |                                               |

|  | گرگ   |
|  |       |
|  | کایوت |
|  |       |

|          | \| \| گرگ \| \| \| \| \| \| کایوت \| \| \| \| |
| ۱٫۱۰ میر |                                               |
|          | گرگ آفریقایی                                  |
|          |                                               |
|          | گرگ                                           |
|          |                                               |
|          | کایوت                                         |
|          |                                               |

|  | گرگ   |
|  |       |
|  | کایوت |
|  |       |

|          | \| \| گرگ \| \| \| \| \| \| کایوت \| \| \| \| |
| ۱٫۱۰ میر |                                               |
|          | گرگ آفریقایی                                  |
|          |                                               |
|          | گرگ                                           |
|          |                                               |
|          | کایوت                                         |
|          |                                               |

|  | گرگ   |
|  |       |
|  | کایوت |
|  |       |

|          | \| \| گرگ \| \| \| \| \| \| کایوت \| \| \| \| |
| ۱٫۱۰ میر |                                               |
|          | گرگ آفریقایی                                  |
|          |                                               |
|          | گرگ                                           |
|          |                                               |
|          | کایوت                                         |
|          |                                               |

|  | گرگ   |
|  |       |
|  | کایوت |
|  |       |

|          | \| \| گرگ \| \| \| \| \| \| کایوت \| \| \| \| |
| ۱٫۱۰ میر |                                               |
|          | گرگ آفریقایی                                  |
|          |                                               |
|          | گرگ                                           |
|          |                                               |
|          | کایوت                                         |
|          |                                               |

|  | گرگ   |
|  |       |
|  | کایوت |
|  |       |

|          | \| \| گرگ \| \| \| \| \| \| کایوت \| \| \| \| |
| ۱٫۱۰ میر |                                               |
|          | گرگ آفریقایی                                  |
|          |                                               |
|          | گرگ                                           |
|          |                                               |
|          | کایوت                                         |
|          |                                               |

|  | گرگ   |
|  |       |
|  | کایوت |
|  |       |

|          | \| \| گرگ \| \| \| \| \| \| کایوت \| \| \| \| |
| ۱٫۱۰ میر |                                               |
|          | گرگ آفریقایی                                  |
|          |                                               |
|          | گرگ                                           |
|          |                                               |
|          | کایوت                                         |
|          |                                               |

|  | گرگ   |
|  |       |
|  | کایوت |
|  |       |

|          | \| \| گرگ \| \| \| \| \| \| کایوت \| \| \| \| |
| ۱٫۱۰ میر |                                               |
|          | گرگ آفریقایی                                  |
|          |                                               |
|          | گرگ                                           |
|          |                                               |
|          | کایوت                                         |
|          |                                               |

|  | گرگ   |
|  |       |
|  | کایوت |
|  |       |

|          | \| \| گرگ \| \| \| \| \| \| کایوت \| \| \| \| |
| ۱٫۱۰ میر |                                               |
|          | گرگ آفریقایی                                  |
|          |                                               |
|          | گرگ                                           |
|          |                                               |
|          | کایوت                                         |
|          |                                               |

|  | گرگ   |
|  |       |
|  | کایوت |
|  |       |

|  | شغال پهلونواری |
|  |                |
|  | شغال پشت‌سیاه   |
|  |                |

|          | \| \| گرگ \| \| \| \| \| \| کایوت \| \| \| \| |
| ۱٫۱۰ میر |                                               |
|          | گرگ آفریقایی                                  |
|          |                                               |
|          | گرگ                                           |
|          |                                               |
|          | کایوت                                         |
|          |                                               |

|  | گرگ   |
|  |       |
|  | کایوت |
|  |       |

|          | \| \| گرگ \| \| \| \| \| \| کایوت \| \| \| \| |
| ۱٫۱۰ میر |                                               |
|          | گرگ آفریقایی                                  |
|          |                                               |
|          | گرگ                                           |
|          |                                               |
|          | کایوت                                         |
|          |                                               |

|  | گرگ   |
|  |       |
|  | کایوت |
|  |       |

|          | \| \| گرگ \| \| \| \| \| \| کایوت \| \| \| \| |
| ۱٫۱۰ میر |                                               |
|          | گرگ آفریقایی                                  |
|          |                                               |
|          | گرگ                                           |
|          |                                               |
|          | کایوت                                         |
|          |                                               |

|  | گرگ   |
|  |       |
|  | کایوت |
|  |       |

|          | \| \| گرگ \| \| \| \| \| \| کایوت \| \| \| \| |
| ۱٫۱۰ میر |                                               |
|          | گرگ آفریقایی                                  |
|          |                                               |
|          | گرگ                                           |
|          |                                               |
|          | کایوت                                         |
|          |                                               |

|  | گرگ   |
|  |       |
|  | کایوت |
|  |       |

|          | \| \| گرگ \| \| \| \| \| \| کایوت \| \| \| \| |
| ۱٫۱۰ میر |                                               |
|          | گرگ آفریقایی                                  |
|          |                                               |
|          | گرگ                                           |
|          |                                               |
|          | کایوت                                         |
|          |                                               |

|  | گرگ   |
|  |       |
|  | کایوت |
|  |       |

|          | \| \| گرگ \| \| \| \| \| \| کایوت \| \| \| \| |
| ۱٫۱۰ میر |                                               |
|          | گرگ آفریقایی                                  |
|          |                                               |
|          | گرگ                                           |
|          |                                               |
|          | کایوت                                         |
|          |                                               |

|  | گرگ   |
|  |       |
|  | کایوت |
|  |       |

|          | \| \| گرگ \| \| \| \| \| \| کایوت \| \| \| \| |
| ۱٫۱۰ میر |                                               |
|          | گرگ آفریقایی                                  |
|          |                                               |
|          | گرگ                                           |
|          |                                               |
|          | کایوت                                         |
|          |                                               |

|  | گرگ   |
|  |       |
|  | کایوت |
|  |       |

|          | \| \| گرگ \| \| \| \| \| \| کایوت \| \| \| \| |
| ۱٫۱۰ میر |                                               |
|          | گرگ آفریقایی                                  |
|          |                                               |
|          | گرگ                                           |
|          |                                               |
|          | کایوت                                         |
|          |                                               |

|  | گرگ   |
|  |       |
|  | کایوت |
|  |       |

|          | \| \| گرگ \| \| \| \| \| \| کایوت \| \| \| \| |
| ۱٫۱۰ میر |                                               |
|          | گرگ آفریقایی                                  |
|          |                                               |
|          | گرگ                                           |
|          |                                               |
|          | کایوت                                         |
|          |                                               |

|  | گرگ   |
|  |       |
|  | کایوت |
|  |       |

|          | \| \| گرگ \| \| \| \| \| \| کایوت \| \| \| \| |
| ۱٫۱۰ میر |                                               |
|          | گرگ آفریقایی                                  |
|          |                                               |
|          | گرگ                                           |
|          |                                               |
|          | کایوت                                         |
|          |                                               |

|  | گرگ   |
|  |       |
|  | کایوت |
|  |       |

|          | \| \| گرگ \| \| \| \| \| \| کایوت \| \| \| \| |
| ۱٫۱۰ میر |                                               |
|          | گرگ آفریقایی                                  |
|          |                                               |
|          | گرگ                                           |
|          |                                               |
|          | کایوت                                         |
|          |                                               |

|  | گرگ   |
|  |       |
|  | کایوت |
|  |       |

|          | \| \| گرگ \| \| \| \| \| \| کایوت \| \| \| \| |
| ۱٫۱۰ میر |                                               |
|          | گرگ آفریقایی                                  |
|          |                                               |
|          | گرگ                                           |
|          |                                               |
|          | کایوت                                         |
|          |                                               |

|  | گرگ   |
|  |       |
|  | کایوت |
|  |       |

|          | \| \| گرگ \| \| \| \| \| \| کایوت \| \| \| \| |
| ۱٫۱۰ میر |                                               |
|          | گرگ آفریقایی                                  |
|          |                                               |
|          | گرگ                                           |
|          |                                               |
|          | کایوت                                         |
|          |                                               |

|  | گرگ   |
|  |       |
|  | کایوت |
|  |       |

|          | \| \| گرگ \| \| \| \| \| \| کایوت \| \| \| \| |
| ۱٫۱۰ میر |                                               |
|          | گرگ آفریقایی                                  |
|          |                                               |
|          | گرگ                                           |
|          |                                               |
|          | کایوت                                         |
|          |                                               |

|  | گرگ   |
|  |       |
|  | کایوت |
|  |       |

|          | \| \| گرگ \| \| \| \| \| \| کایوت \| \| \| \| |
| ۱٫۱۰ میر |                                               |
|          | گرگ آفریقایی                                  |
|          |                                               |
|          | گرگ                                           |
|          |                                               |
|          | کایوت                                         |
|          |                                               |

|  | گرگ   |
|  |       |
|  | کایوت |
|  |       |

|          | \| \| گرگ \| \| \| \| \| \| کایوت \| \| \| \| |
| ۱٫۱۰ میر |                                               |
|          | گرگ آفریقایی                                  |
|          |                                               |
|          | گرگ                                           |
|          |                                               |
|          | کایوت                                         |
|          |                                               |

|  | گرگ   |
|  |       |
|  | کایوت |
|  |       |

|  | شغال پهلونواری |
|  |                |
|  | شغال پشت‌سیاه   |
|  |                |

|          | \| \| گرگ \| \| \| \| \| \| کایوت \| \| \| \| |
| ۱٫۱۰ میر |                                               |
|          | گرگ آفریقایی                                  |
|          |                                               |
|          | گرگ                                           |
|          |                                               |
|          | کایوت                                         |
|          |                                               |

|  | گرگ   |
|  |       |
|  | کایوت |
|  |       |

|          | \| \| گرگ \| \| \| \| \| \| کایوت \| \| \| \| |
| ۱٫۱۰ میر |                                               |
|          | گرگ آفریقایی                                  |
|          |                                               |
|          | گرگ                                           |
|          |                                               |
|          | کایوت                                         |
|          |                                               |

|  | گرگ   |
|  |       |
|  | کایوت |
|  |       |

|          | \| \| گرگ \| \| \| \| \| \| کایوت \| \| \| \| |
| ۱٫۱۰ میر |                                               |
|          | گرگ آفریقایی                                  |
|          |                                               |
|          | گرگ                                           |
|          |                                               |
|          | کایوت                                         |
|          |                                               |

|  | گرگ   |
|  |       |
|  | کایوت |
|  |       |

|          | \| \| گرگ \| \| \| \| \| \| کایوت \| \| \| \| |
| ۱٫۱۰ میر |                                               |
|          | گرگ آفریقایی                                  |
|          |                                               |
|          | گرگ                                           |
|          |                                               |
|          | کایوت                                         |
|          |                                               |

|  | گرگ   |
|  |       |
|  | کایوت |
|  |       |

|          | \| \| گرگ \| \| \| \| \| \| کایوت \| \| \| \| |
| ۱٫۱۰ میر |                                               |
|          | گرگ آفریقایی                                  |
|          |                                               |
|          | گرگ                                           |
|          |                                               |
|          | کایوت                                         |
|          |                                               |

|  | گرگ   |
|  |       |
|  | کایوت |
|  |       |

|          | \| \| گرگ \| \| \| \| \| \| کایوت \| \| \| \| |
| ۱٫۱۰ میر |                                               |
|          | گرگ آفریقایی                                  |
|          |                                               |
|          | گرگ                                           |
|          |                                               |
|          | کایوت                                         |
|          |                                               |

|  | گرگ   |
|  |       |
|  | کایوت |
|  |       |

|          | \| \| گرگ \| \| \| \| \| \| کایوت \| \| \| \| |
| ۱٫۱۰ میر |                                               |
|          | گرگ آفریقایی                                  |
|          |                                               |
|          | گرگ                                           |
|          |                                               |
|          | کایوت                                         |
|          |                                               |

|  | گرگ   |
|  |       |
|  | کایوت |
|  |       |

|          | \| \| گرگ \| \| \| \| \| \| کایوت \| \| \| \| |
| ۱٫۱۰ میر |                                               |
|          | گرگ آفریقایی                                  |
|          |                                               |
|          | گرگ                                           |
|          |                                               |
|          | کایوت                                         |
|          |                                               |

|  | گرگ   |
|  |       |
|  | کایوت |
|  |       |

|          | \| \| گرگ \| \| \| \| \| \| کایوت \| \| \| \| |
| ۱٫۱۰ میر |                                               |
|          | گرگ آفریقایی                                  |
|          |                                               |
|          | گرگ                                           |
|          |                                               |
|          | کایوت                                         |
|          |                                               |

|  | گرگ   |
|  |       |
|  | کایوت |
|  |       |

|          | \| \| گرگ \| \| \| \| \| \| کایوت \| \| \| \| |
| ۱٫۱۰ میر |                                               |
|          | گرگ آفریقایی                                  |
|          |                                               |
|          | گرگ                                           |
|          |                                               |
|          | کایوت                                         |
|          |                                               |

|  | گرگ   |
|  |       |
|  | کایوت |
|  |       |

|          | \| \| گرگ \| \| \| \| \| \| کایوت \| \| \| \| |
| ۱٫۱۰ میر |                                               |
|          | گرگ آفریقایی                                  |
|          |                                               |
|          | گرگ                                           |
|          |                                               |
|          | کایوت                                         |
|          |                                               |

|  | گرگ   |
|  |       |
|  | کایوت |
|  |       |

|          | \| \| گرگ \| \| \| \| \| \| کایوت \| \| \| \| |
| ۱٫۱۰ میر |                                               |
|          | گرگ آفریقایی                                  |
|          |                                               |
|          | گرگ                                           |
|          |                                               |
|          | کایوت                                         |
|          |                                               |

|  | گرگ   |
|  |       |
|  | کایوت |
|  |       |

|          | \| \| گرگ \| \| \| \| \| \| کایوت \| \| \| \| |
| ۱٫۱۰ میر |                                               |
|          | گرگ آفریقایی                                  |
|          |                                               |
|          | گرگ                                           |
|          |                                               |
|          | کایوت                                         |
|          |                                               |

|  | گرگ   |
|  |       |
|  | کایوت |
|  |       |

|          | \| \| گرگ \| \| \| \| \| \| کایوت \| \| \| \| |
| ۱٫۱۰ میر |                                               |
|          | گرگ آفریقایی                                  |
|          |                                               |
|          | گرگ                                           |
|          |                                               |
|          | کایوت                                         |
|          |                                               |

|  | گرگ   |
|  |       |
|  | کایوت |
|  |       |

|          | \| \| گرگ \| \| \| \| \| \| کایوت \| \| \| \| |
| ۱٫۱۰ میر |                                               |
|          | گرگ آفریقایی                                  |
|          |                                               |
|          | گرگ                                           |
|          |                                               |
|          | کایوت                                         |
|          |                                               |

|  | گرگ   |
|  |       |
|  | کایوت |
|  |       |

|          | \| \| گرگ \| \| \| \| \| \| کایوت \| \| \| \| |
| ۱٫۱۰ میر |                                               |
|          | گرگ آفریقایی                                  |
|          |                                               |
|          | گرگ                                           |
|          |                                               |
|          | کایوت                                         |
|          |                                               |

|  | گرگ   |
|  |       |
|  | کایوت |
|  |       |

|  | شغال پهلونواری |
|  |                |
|  | شغال پشت‌سیاه   |
|  |                |

در سال ۱۷۵۸، گیاه‌شناس و جانورشناس سوئدی کارل لینه در اثر خود به نام سیستم طبیعت نام‌گذاری دوبخشی را معرفی کرد. Canis واژه‌ای لاتین به معنای «سگ» است. او در این سرده گوشت‌خواران سگ‌سان از جمله سگ‌های اهلی، گرگ‌ها و شغال‌ها را جای داد. او سگ اهلی را با نام Canis familiaris و گرگ را با نام Canis lupus طبقه‌بندی کرد. لینه سگ را به دلیل داشتن دم برگشته به بالا که در هیچ سگ‌سان دیگری دیده نمی‌شود، به‌عنوان گونه‌ای جدا از گرگ در نظر گرفت.

### زیرگونه‌ها
در سومین ویرایش از کتاب گونه‌های پستانداران جهان که در سال ۲۰۰۵ منتشر شد، پستاندارشناس وی. کریستوفر ووزنکرفت در گستره گونه‌های گرگ تعداد ۳۶ زیرگونه وحشی را فهرست کرد و دو زیرگونه Familiaris (لینه، ۱۷۵۸) و Dingo (مِیِر، ۱۷۹۳) را نیز خاطر نشان کرد. ووزنکرفت سگ آوازخوان گینه نو را به‌عنوان مترادف رده‌بندی‌شناختی دینگو در نظر گرفت. او در تصمیم‌گیری خود به یک مطالعهٔ دی‌ان‌ای میتوکندریایی (mtDNA) از سال ۱۹۹۹ استناد کرد و ۳۸ زیرگونهٔ C. lupus را با نام رایج زیست‌شناختی «گرگ» فهرست نمود. زیرگونه منتخب این گونه، گرگ اوراسیایی (C. l. lupus) می‌باشد. بر اساس نمونه‌ای که لینه در سوئد مطالعه کرده بود، مطالعات مبتنی بر روش‌های دیرین‌زیست‌شناسی نشان می‌دهند که گرگ مدرن و سگ گونه‌هایی خواهر هستند، زیرا گرگ‌های امروزی با جمعیتی از گرگ‌ها که نخستین بار اهلی شدند، نزدیکی ژنتیکی ندارند. در سال ۲۰۱۹، کارگاهی تحت نظر گروه متخصص سگ‌سانان کمیسیون بقاء گونه‌ها ارزیابی کرد که سگ آوازخوان گینه نو و دینگو را باید به‌عنوان سگ‌سان ولگرد در نظر گرفت که بنابراین نباید در فهرست سرخ آی‌یوسی‌ان قرار گیرند.

### فرگشت

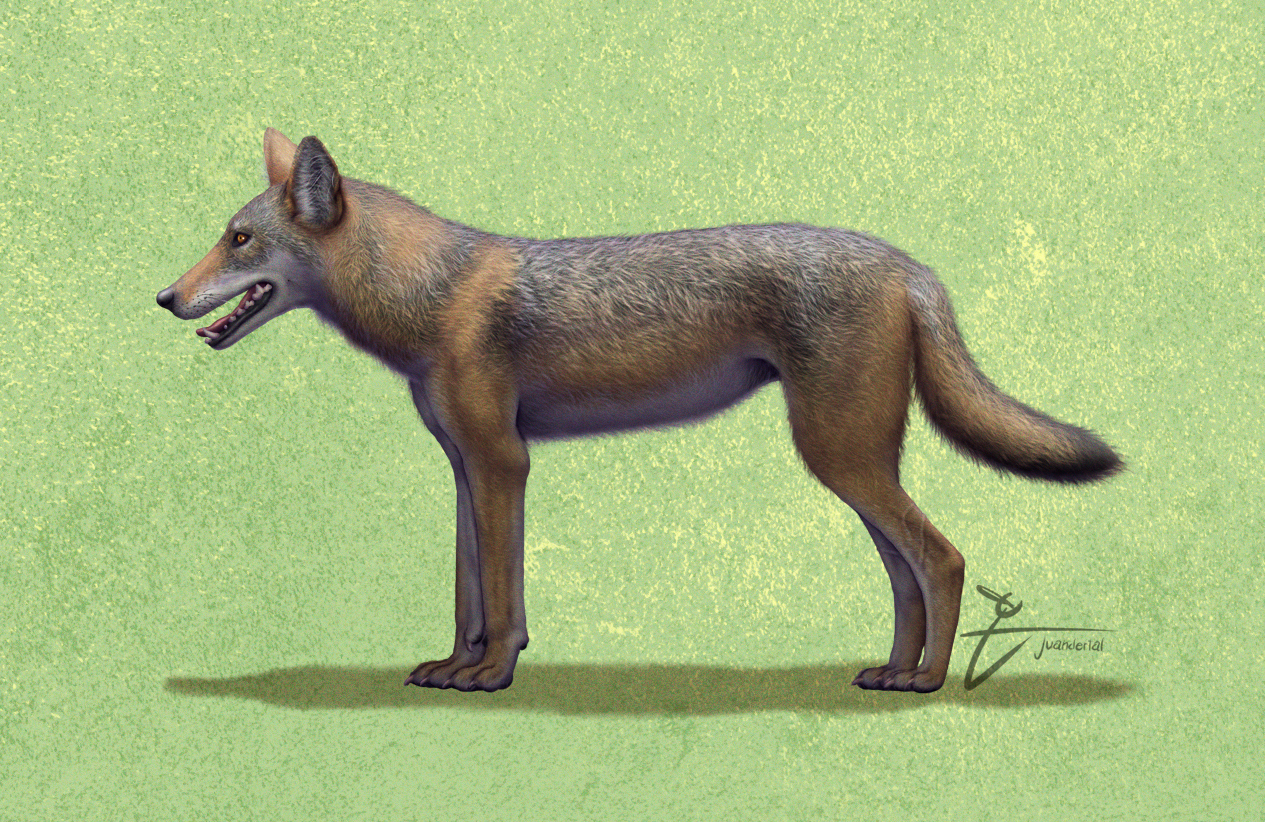
تصویری از کنیس موسباچنسیس جد بلافاصل گرگ

تبارزایی گرگ از گونهٔ پیشین خود یعنی کنیس موسباچنسیس (که به نوبه خود از کنیس اترونکسوس منشأ گرفته) به‌طور گسترده در میان زیست‌شناسان پذیرفته شده است. یکی از قدیمی‌ترین فسیل‌های گرگ خاکستری مدرن از منطقه پونته گالریا در ایتالیا به‌دست آمده که به ۴۰۶٬۵۰۰ ± ۲٬۴۰۰ سال پیش بازمی‌گردد. بقایایی از منطقه کریپل کریک سامپ در آلاسکا ممکن است در حدود ۱ میلیون سال قدیمی‌تر باشد؛ هرچند تمایز قائل شدن میان بقایای گرگ‌های امروزی و کنیس موسباچنسیس دشوار و مبهم است، برخی نویسندگان کنیس موسباچنسیس (که اولین بار حدود ۱٫۴ میلیون سال پیش پدیدار شد) را زیرگونه‌‌ای نخستین از گرگ به‌شمار می‌آورند.
تا دوره پلیستوسن پسین، تنوع ریخت‌شناسی قابل‌توجهی میان گرگ‌ها وجود داشت. بسیاری از توده‌های گرگ در این دوره دارای جمجمه‌ها و دندان‌های قوی‌تری اغلب با پوزه‌ای کوتاه‌تر، ماهیچه گیجگاهی رشد یافته و دندان‌های آسیای کوچک قوی‌تری نسبت به گرگ‌های امروزی بودند. این ویژگی‌ها به‌عنوان سازگاری‌های ویژهای برای خرد کردن پیکرها و استخوان‌ها در شکار و لاشه‌خواری از جانوران کواترنری ارائه شده است. در مقایسه با گرگ‌های امروزی، برخی گرگ‌های دوران پلیستوسن دچار شکستگی دندان بیشتری بودند، مشابه آنچه که در دیوگرگ دیده می‌شود. این امر نشان می‌دهد که یا لاشه‌ها را به‌طور مکرر هضم می‌کردند و یا در رقابت با گوشت‌خواران دیگر ناچار به مصرف سریع شکار خود بودند. فراوانی و محل شکستگی دندان‌ها نشان می‌دهد آن‌ها همچون کفتار خالدار، به صورت منظم استخوان می‌شکستند.
مطالعات ژنومی نشان می‌دهد که گرگ‌های امروزی و سگ‌ها از یک نیای مشترک گرگ، منشأ گرفته‌اند. مطالعه‌ای در سال ۲۰۲۱ نشان داد که گرگ هیمالیایی و گرگ ایرانی بخشی از تبارهای اولیه نسبت به دیگر گرگ‌ها هستند و حدود ۲۰۰٬۰۰۰ سال پیش از آن‌ها جدا شده‌اند. به‌نظر می‌رسد سایر گرگ‌ها بخش اعظم تبار مشترک خود را بسیار اخیرتر، در ۲۳٬۰۰۰ سال گذشته (همزمان با اوج یا پایان آخرین اوج یخبندان) داشته باشند و منشأ آن‌ها از سیبری یا برینگیا بوده است. برخی منابع این پدیده را نتیجهٔ گلوگاه جمعیتی دانسته‌اند و برخی مطالعات دیگر آن را ناشی از جریان ژنی و یکدست شدن تبارها می‌دانند.
مطالعه‌ای ژنومی در سال ۲۰۱۶ نشان داد که گرگ‌های قدیمی و امروزی حدود ۱۲٬۵۰۰ سال پیش از هم جدا شده‌اند و انشعاب تبار منتهی به سگ‌ها از دیگر گرگ‌های دنیای قدیم حدود ۱۱٬۱۰۰ تا ۱۲٬۳۰۰ سال پیش رخ داده است. یک گرگ منقرض‌شده از پلیستوسن پسین ممکن است نیاکان سگ را تشکیل داده باشد، و شباهت سگ به گرگ‌های امروزی ناشی از آمیختگی ژنتیکی میان آن‌هاست. دینگو، باسنجی، ماستیف تبتی و نژادهای بومی چینی از اعضای اولیه شاخه سگ‌های اهلی هستند. زمان جدایی‌تبار گرگ‌ها در اروپا، خاورمیانه و آسیا نسبتاً اخیر و حدود ۱٬۶۰۰ سال پیش برآورد شده است. در میان گرگ‌های امروزی، گرگ مکزیکی حدود ۵٬۴۰۰ سال پیش از دیگر گرگ‌ها جدا شده است.

### آمیختگی با دیگر سگ‌سانان

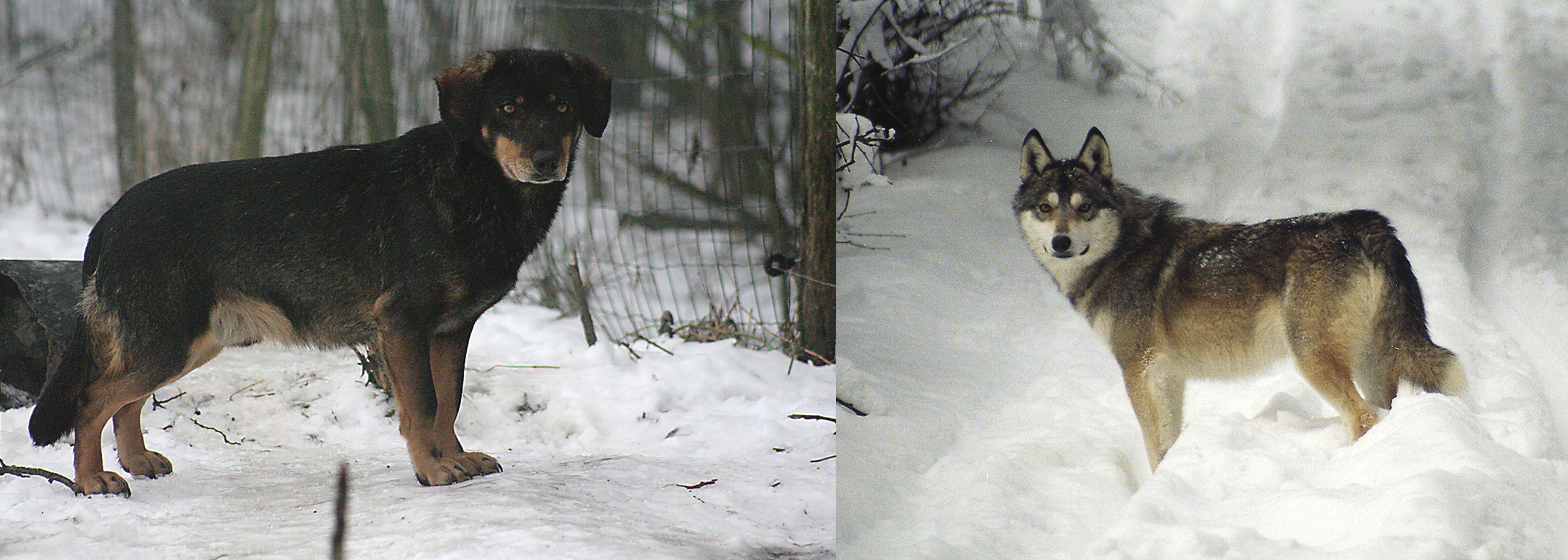
دورگه‌های گرگ‌سگ در پارک حیات‌وحش کادزیدوو، لهستان: سمت چپ حاصل جفت‌گیری گرگ نر با یک ماده‌اسپانیل؛ سمت راست حاصل جفت‌گیری ماده‌گرگ با یک نر لایکا سیبری غربی

در گذشته‌های دور، شارش ژنیتیکی میان گرگ‌های آفریقایی، شغال‌های طلایی و گرگ‌های خاکستری وجود داشته است. گرگ آفریقایی حاصل آمیزش ژنتیکی یک سگ‌سان دورگه با ۷۲٪ تبار گرگ خاکستری و ۲۸٪ تبار گرگ اتیوپیایی است. یک نمونه از گرگ آفریقایی از شبه‌جزیره سینای مصر، نشان‌دهندهٔ آمیختگی ژنتیکی با گرگ‌های خاکستری خاورمیانه‌ای و سگ‌ها بود. شواهدی از شارش ژنی بین شغال طلایی و گرگ‌های خاورمیانه‌ای وجود دارد؛ این آمیختگی در گرگ‌های اروپایی و آسیایی کمتر است و در گرگ‌های آمریکای شمالی به کمترین مقدار خود می‌رسد. این موضوع نشان می‌دهد که تبار شغال طلایی موجود در گرگ‌های آمریکای شمالی ممکن است پیش از انشعاب گرگ‌های اوراسیایی و آمریکای شمالی رخ داده باشد.
نیای مشترک گرگ و کایوت با یک جمعیت اشباح از یک سگ‌سان منقرض‌شده و ناشناخته آمیزش داشته است. این سگ‌سان ناشناخته از نظر ژنتیکی به سگ وحشی آسیایی نزدیک بوده و پس از جدایی سگ شکاری آفریقایی از دیگر سگ‌سانان فرگشت یافته است. موقعیت بنیادی کایوت نسبت به گرگ ممکن است به دلیل حفظ بیشتر ژنوم میتوکندریایی این سگ‌سان ناشناخته در کایوت باشد. همچنین، نمونه‌ای موزه‌ای از یک گرگ در جنوب چین که در سال ۱۹۶۳ جمع‌آوری شده بود، نشان داد که ۱۲ تا ۱۴ درصد از ژنوم آن از این سگ‌سان ناشناخته منشأ گرفته است. در آمریکای شمالی، برخی از کایوت‌ها و گرگ‌ها درجات مختلفی از آمیزش ژنتیکی در گذشته را نشان می‌دهند.
در زمان‌های پسین، وجود برخی گرگ‌های نر ایتالیایی دارای‌تبار سگ‌سان نشان می‌دهد که گرگ‌های ماده در طبیعت با سگ‌های نر جفت‌گیری می‌کنند. در کوه‌های قفقاز، ده درصد از سگ‌ها (از جمله سگ‌های محافظ گله) نسل اول دورگه هستند. با اینکه جفت‌گیری میان شغال‌های طلایی و گرگ‌ها هرگز مشاهده نشده، شواهدی از دورگه‌سازی شغال و گرگ از طریق تحلیل دی‌ان‌ای میتوکندریایی شغال‌های ساکن کوه‌های قفقاز و بلغارستان کشف شده است. در سال ۲۰۲۱، یک مطالعه ژنتیکی نشان داد که شباهت سگ به گرگ خاکستری امروزی نتیجه شارش ژنتیکی قابل‌توجه‌ای از سگ به گرگ بوده، با این وجود شواهدی اندک از عکس این جریان وجود دارد.

## ویژگی‌های زیستی

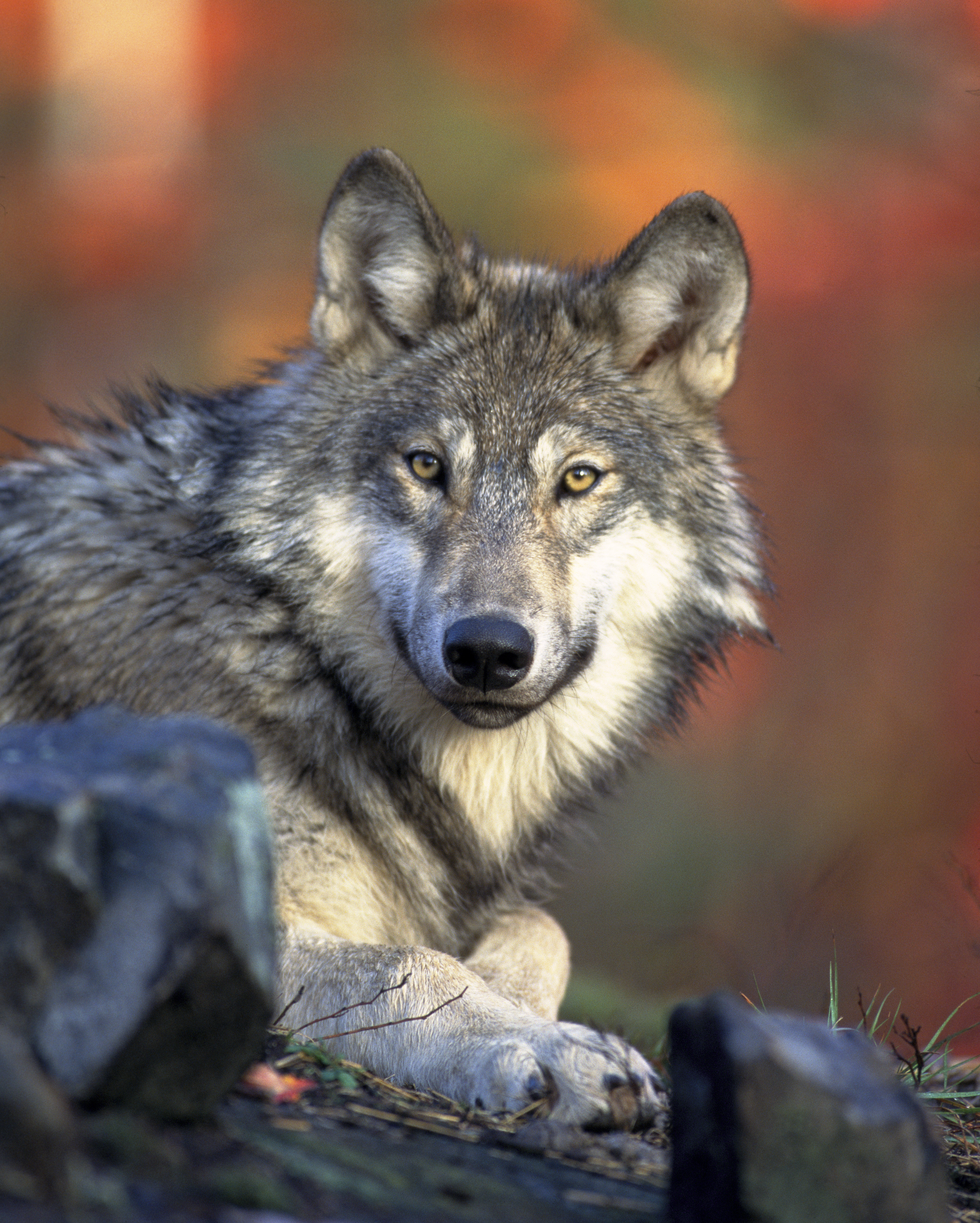
گرگی در آمریکای شمالی

گرگ بزرگ‌ترین عضو زنده خانواده سگ‌سانان است و از کایوت‌ها و شغال‌ها با پوزه‌ای پهن‌تر، گوش‌های کوتاه‌تر، تنه‌ای کوتاه‌تر و دمی بلندتر متمایز می‌شود. گرگ با قفسه سینه‌ای بزرگ و عمیق، پشتی شیب‌دار و گردنی عضلانی و قوی، بدنی باریک و قدرتمند دارد. پاهای گرگ نسبت به دیگر سگ‌سانان کمی بلندتر است که به او امکان حرکت سریع و غلبه بر برف عمیق در اکثر مناطق جغرافیایی‌اش در زمستان را می‌دهد، با این وجود در برخی جمعیت‌های گرگ، اکومورف‌هایی با پاهای کوتاه‌تر یافت می‌شوند. گوش‌های گرگ نسبتاً کوچک و مثلثی شکل هستند. سر گرگ بزرگ و سنگین است، با پیشانی پهن، فک‌های قوی و پوزه‌ای بلند و کند. جمجمه گرگ ۲۳۰–۲۸۰ میلیمتر (۹–۱۱ اینچ) طول و ۱۳۰–۱۵۰ میلیمتر (۵–۶ اینچ) عرض دارد. دندان‌های گرگ سنگین و بزرگ هستند اگرچه به اندازه دندان‌های کفتارها برای شکاندن تخصصی نیستند، اما برای خرد کردن استخوان مناسب‌تر از دندان‌های دیگر سگ‌سانان هستند. دندان‌های آسیاب گرگ سطح جونده صافی دارند، اما نه به اندازه کایوت که رژیم غذایی‌اش شامل مواد گیاهی بیشتری می‌باشد. ماده‌های گرگ معمولاً پوزه و پیشانی باریک‌تر، گردن نازک‌تر، پاهای کمی کوتاه‌تر و شانه‌هایی کمتر حجیم نسبت به نرها دارند.

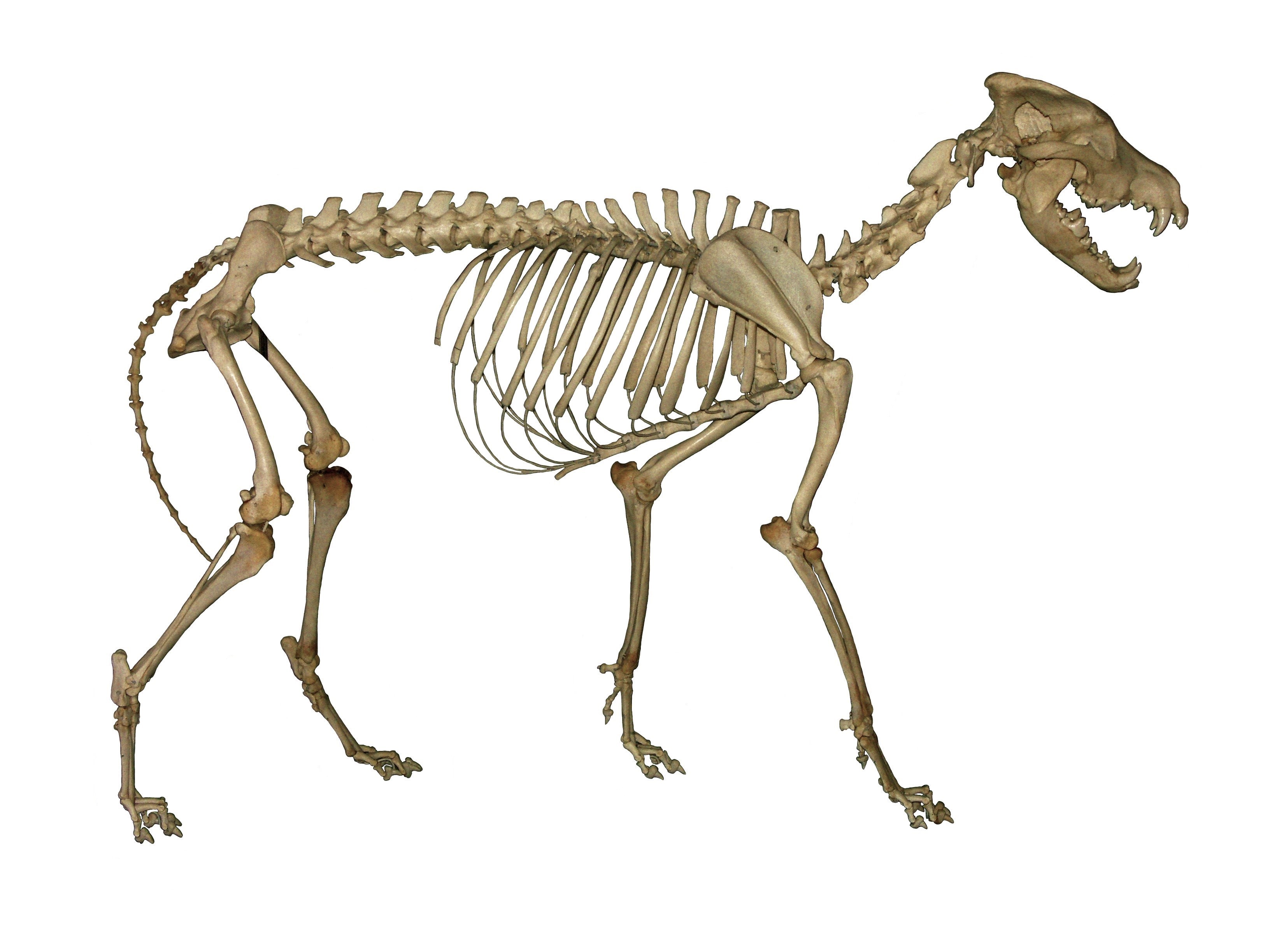
اسکلت گرگ در موزه گرگ، پارک ملی آبروزو، ایتالیا

 گرگ‌های بالغ ۱۰۵–۱۶۰ سانتیمتر (۴۱–۶۳ اینچ) طول و ۸۰–۸۵ سانتیمتر (۳۱–۳۳ اینچ) ارتفاع در ناحیه شانه دارند. دم ۲۹–۵۰ سانتیمتر (۱۱–۲۰ اینچ) طول، گوش‌ها ۹۰–۱۱۰ میلیمتر (۳ ۱⁄۲–۴ ۳⁄۸ اینچ) ارتفاع و پاهای عقبی ۲۲۰–۲۵۰ میلیمتر (۸ ۵⁄۸–۹ ۷⁄۸ اینچ)طول دارند. اندازه و وزن گرگ امروزی با افزایش عرض جغرافیایی، طبق قانون برگمان، به‌صورت نسبی افزایش می‌یابد. میانگین جرم بدن گرگ ۴۰ کیلوگرم (۸۸ پوند) است، کوچک‌ترین نمونه ثبت‌شده آن ۱۲ کیلوگرم (۲۶ پوند) و بزرگ‌ترین ۷۹٫۴ کیلوگرم (۱۷۵ پوند) بوده است. به‌طور متوسط، گرگ‌های اروپایی ۳۸٫۵ کیلوگرم (۸۵ پوند)، گرگ‌های آمریکای شمالی ۳۶ کیلوگرم (۷۹ پوند) و گرگ‌های هندی و عربی ۲۵ کیلوگرم (۵۵ پوند) وزن دارند. ماده‌ها در هر جمعیت گرگ معمولاً ۲٫۳–۴٫۵ کیلوگرم (۵–۱۰ پوند) کمتر از نرها وزن دارند. گرگ‌هایی با وزن بیش از ۵۴ کیلوگرم (۱۱۹ پوند) غیرمعمول هستند، اگرچه قلاده‌های بسیار بزرگی در آلاسکا و کانادا ثبت شده‌اند. در مرکز روسیه، نرهای بسیار بزرگ می‌توانند به وزن ۶۹–۷۹ کیلوگرم (۱۵۲–۱۷۴ پوند) برسند.

### پوشش بدنی

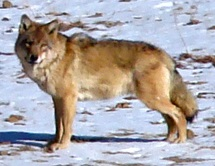
گرگی در دره اسپیتی، هند شمالی

گرگ دارای خز زمستانی بسیار متراکم و پرپشتی است که شامل یک لایه زیرین کوتاه و موهای محافظ بلند و زبر است. بیشتر لایه زیرین و برخی از موهای محافظ در بهار ریخته می‌شوند و در پاییز دوباره رشد می‌کنند. بلندترین موها در ناحیه پشت، به‌ویژه در قسمت‌های جلویی و گردن، قرار دارند. موهای به‌خصوص بلند روی شانه‌ها رشد می‌کنند و تقریباً یک تاج در قسمت بالایی گردن تشکیل می‌دهند. موهای روی گونه‌ها کشیده هستند و دسته‌هایی را تشکیل می‌دهند. گوش‌ها با موهای کوتاه پوشیده شده‌اند و از خز بیرون می‌زنند. موهای کوتاه، الاستیک و نزدیک به هم از آرنج‌ها تا تاندون‌های پاشنه روی اندام‌ها وجود دارند. خز زمستانی به شدت در برابر سرما مقاوم است. گرگ‌ها در آب و هوای شمالی می‌توانند در دمای −۴۰ درجه سلسیوس (−۴۰ درجه فارنهایت) به‌راحتی در مناطق باز استراحت کنند، با قرار دادن پوزه خود بین پاهای عقبی و پوشاندن صورتشان با دم. خز گرگ عایق بهتری نسبت به خز سگ فراهم می‌کند و هنگام تماس با بخار گرم نفس، یخ جمع نمی‌کند.

در آب و هوای سرد، گرگ می‌تواند جریان خون نزدیک به پوست خود را کاهش دهد تا گرمای بدن را حفظ کند. گرمای کف پاها به‌طور مستقل از بقیه بدن تنظیم می‌شود و در نقطه‌ای کمی بالاتر از دمای انجماد بافت حفظ می‌شود، جایی که پاها با یخ و برف تماس دارند. در آب و هوای گرم، خز زبرتر و کم‌پشت‌تر از گرگ‌های شمالی است. گرگ‌های ماده معمولاً اندام‌هایی با خز نرم‌تر نسبت به نرها دارند و به‌طور کلی با افزایش سن، پوشش کلی نرم‌تری پیدا می‌کنند. گرگ‌های مسن‌تر معمولاً موهای سفید بیشتری در نوک دم، روی بینی و پیشانی دارند. خز زمستانی در ماده‌های شیرده طولانی‌تر حفظ می‌شود، اگرچه در اطراف نوک پستان‌ها مقداری ریزش مو رخ می‌دهد. طول مو در وسط پشت ۶۰–۷۰ میلی‌متر (۲٫۴–۲٫۸ اینچ) است و موهای محافظ روی شانه‌ها معمولاً از ۹۰ میلی‌متر (۳٫۵ اینچ) فراتر نمی‌روند، اما می‌توانند به ۱۱۰–۱۳۰ میلیمتر (۴ ۳⁄۸–۵ ۱⁄۸ اینچ) برسند.

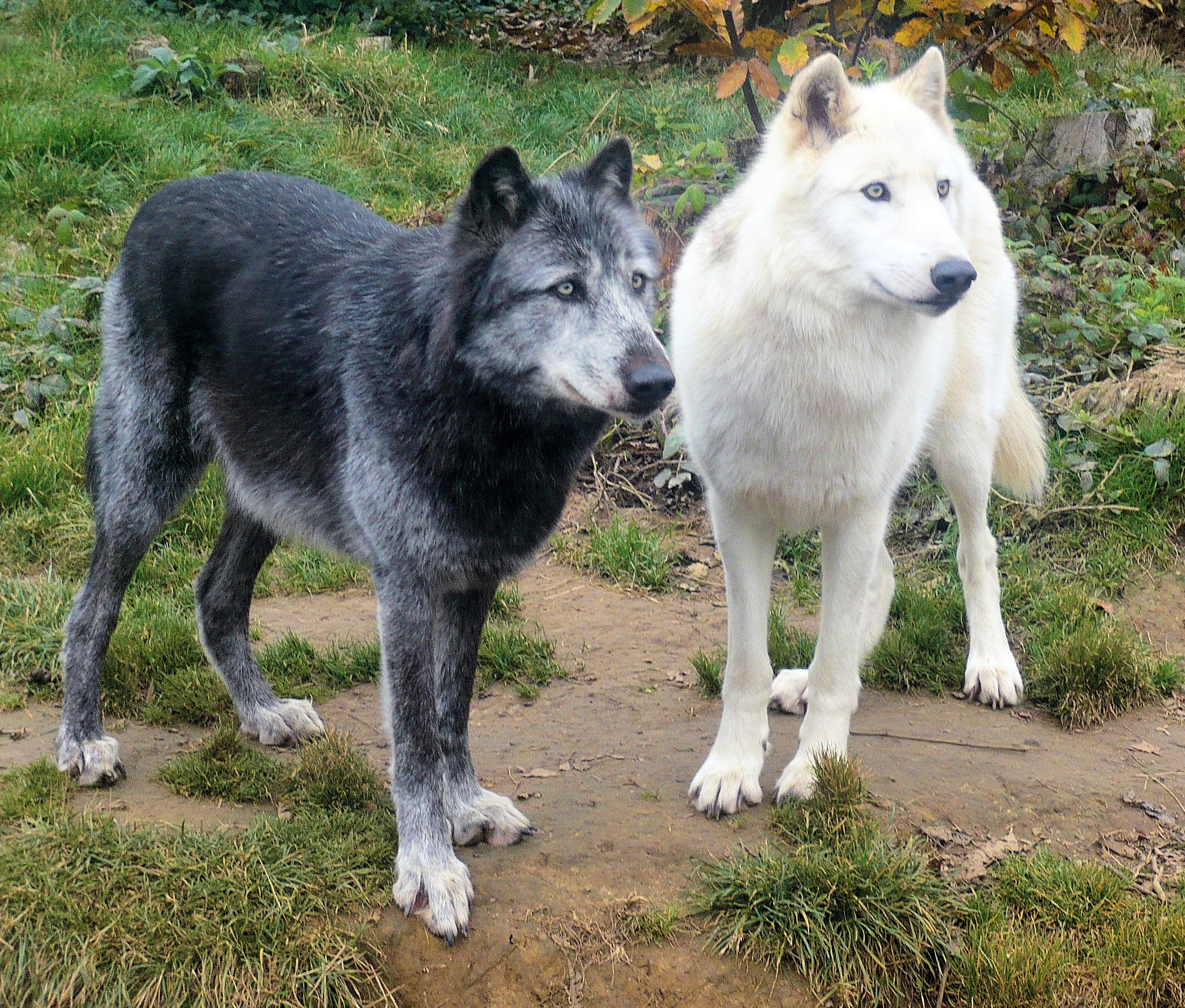
گرگ‌ها در باغ وحش لا بواسی‌یر-دو-دوره، فرانسه

رنگ پوشش گرگ توسط موهای محافظ آن تعیین می‌شود. گرگ‌ها معمولاً دارای موهایی به رنگ‌های سفید، قهوه‌ای، خاکستری و سیاه هستند. پوشش گرگ اوراسیایی ترکیبی از رنگ‌های اخرایی (زرد تا نارنجی) و اخرایی زنگ‌زده (نارنجی/قرمز/قهوه‌ای) با خاکستری روشن است. پوزه به رنگ خاکستری اخرایی کم‌رنگ است و ناحیه لب‌ها، گونه‌ها، چانه و گلو سفید است. بالای سر، پیشانی، زیر و بین چشم‌ها و بین چشم‌ها و گوش‌ها خاکستری با لایه‌ای مایل به قرمز است. گردن اخرایی است. نوک‌های سیاه بلند روی موهای پشت، نوار پهن‌ای را تشکیل می‌دهند، با نوک‌های موی سیاه روی شانه‌ها، قسمت بالایی سینه و پشت بدن. کناره‌های بدن، دم و اندام‌های بیرونی به رنگ اخرایی کثیف کم‌رنگ هستند، در حالی که قسمت‌های داخلی اندام‌ها، شکم و کشاله ران سفید هستند. به جز گرگ‌هایی که کاملاً سفید یا سیاه هستند، این رنگ‌ها در مناطق جغرافیایی مختلف تفاوت کمی دارند، اگرچه الگوهای این رنگ‌ها بین افراد متفاوت است.
در آمریکای شمالی، رنگ پوشش گرگ‌ها از قانون گلوگر پیروی می‌کند، به‌طوری که گرگ‌های قطب کانادا سفید هستند و گرگ‌های جنوب کانادا، ایالات متحده و مکزیک عمدتاً خاکستری هستند. در برخی مناطق کوه‌های راکی آلبرتا و بریتیش کلمبیا، رنگ پوشش عمدتاً سیاه است، برخی به رنگ آبی-خاکستری و برخی با نقره‌ای و سیاه. تفاوت در رنگ پوشش بین جنس‌ها در اوراسیا وجود ندارد با این وجود ماده‌ها در آمریکای شمالی تمایل به داشتن رنگ‌های قرمزتر دارند. گرگ‌های سیاه‌رنگ در آمریکای شمالی رنگ خود را از اختلاط گرگ و سگ پس از ورود اولیه سگ‌ها از طریق تنگه برینگ در ۱۲٬۰۰۰ تا ۱۴٬۰۰۰ سال پیش به دست آورده‌اند. تحقیقات در مورد وراثت رنگ سفید از سگ‌ها به گرگ‌ها هنوز انجام نشده است.

## بوم‌شناسی

### پراکندگی و زیستگاه

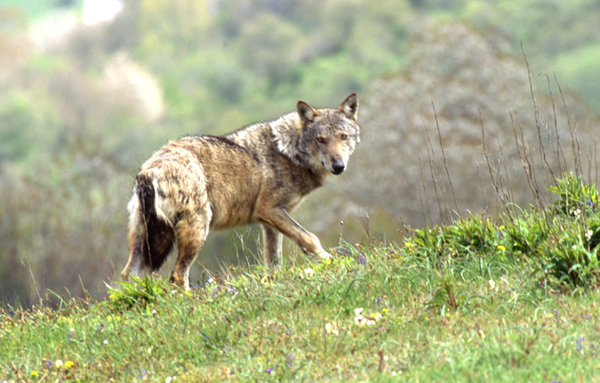
گرگ ایتالیایی در زیستگاه کوهستانی آپنین در ساسوفِراتو، ایتالیا

گرگ‌ها در سراسر اوراسیا و آمریکای شمالی یافت می‌شوند. با این حال، آزار و اذیت عمدی انسان‌ها به دلیل شکار دام‌ها و ترس از حملات به انسان‌ها، محدوده گرگ را به حدود یک‌سوم محدوده تاریخی‌اش کاهش داده است؛ گرگ اکنون در بسیاری از مناطق غرب اروپا، ایالات متحده و مکزیک منقرض شده (به‌صورت محلی نابود شده) و در جزایر بریتانیا و ژاپن کاملاً از بین رفته است. در دوران مدرن، گرگ‌ها عمدتاً در مناطق بکر و دورافتاده یافت می‌شوند. گرگ می‌تواند بین سطح دریا و ارتفاع ۳٬۰۰۰ متر (۹٬۸۰۰ فوت) زندگی کند. گرگ‌ها در جنگل‌ها، تالاب‌های داخلی، بوته‌زارها، علفزارها (از جمله توندرا قطبی)، مراتع، بیابان‌ها و قله‌های صخره‌ای کوهستان‌ها زندگی می‌کنند. استفاده از زیستگاه توسط گرگ‌ها به فراوانی طعمه، شرایط برف، تراکم دام، تراکم جاده‌ها، حضور انسان و توپوگرافی بستگی دارد.

### خوراک

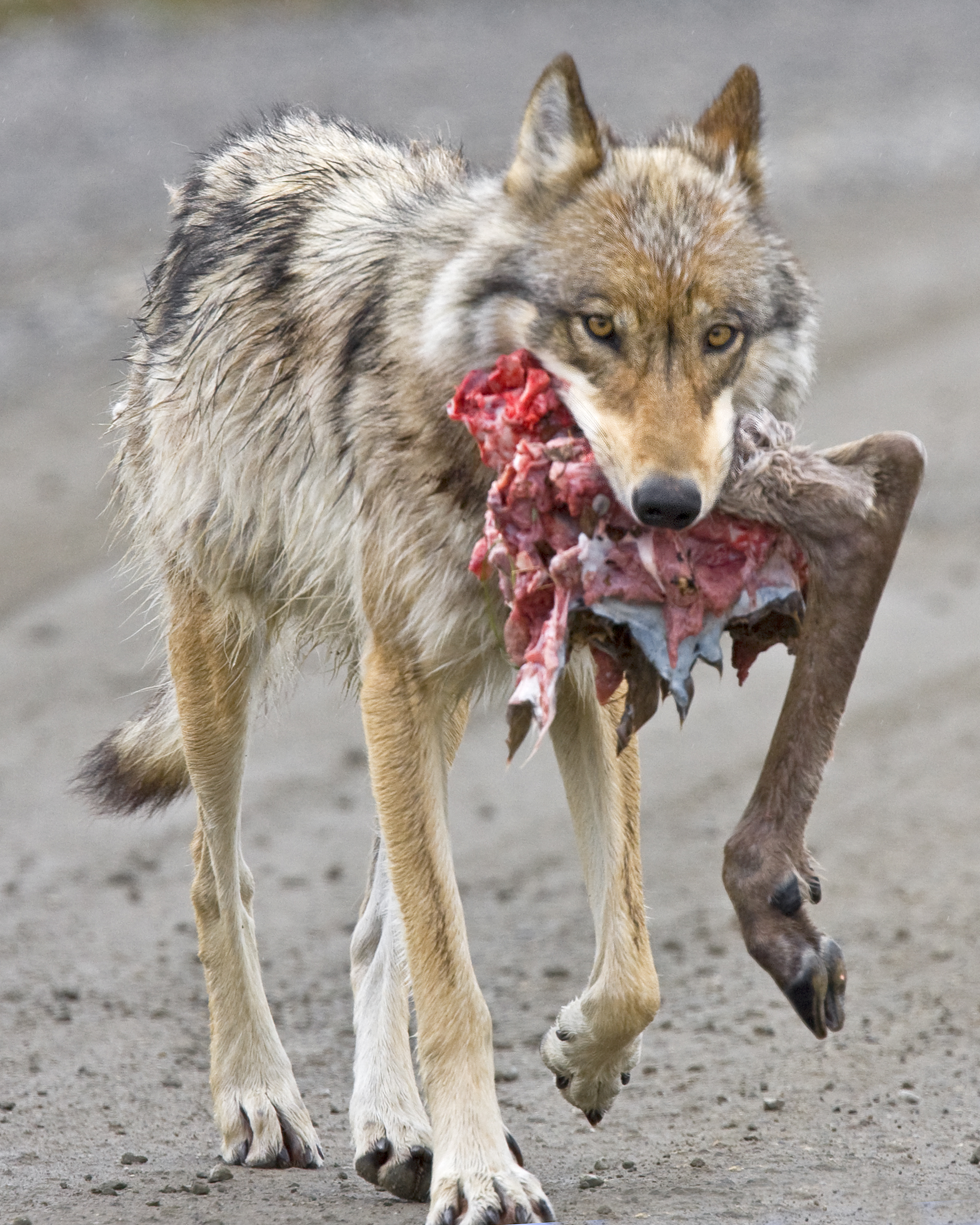
گرگی که ران یک گوزن را با خود حمل می‌کند، پارک ملی دنالی، آلاسکا

مانند همه پستانداران مقیم در خشکی که به‌صورت گروهی شکار می‌کنند، گرگ‌ها بیشتر از سم‌داران تغذیه می‌کند که می‌توان آن‌ها را به دو دسته بزرگ با جرم ۲۴۰–۶۵۰ کیلوگرم (۵۳۰–۱٬۴۳۰ پوند) و متوسط‌وزن با جرم ۲۳–۱۳۰ کیلوگرم (۵۱–۲۸۷ پوند) تقسیم کرد که جرم بدنی مشابهی با مجموع جرم اعضای گله دارند. گرگ در شکار طعمه‌های بزرگ آسیب‌پذیر تخصص دارد، به‌طوری که گله‌ای ۱۵ نفره می‌توانند یک گوزن بالغ را شکار کند. تفاوت در هنجارهای غذایی گرگ‌های ساکن در قاره‌های مختلف به تنوع پستانداران سم‌دار و طعمه‌های کوچک‌تر و اهلی موجود بستگی دارد.

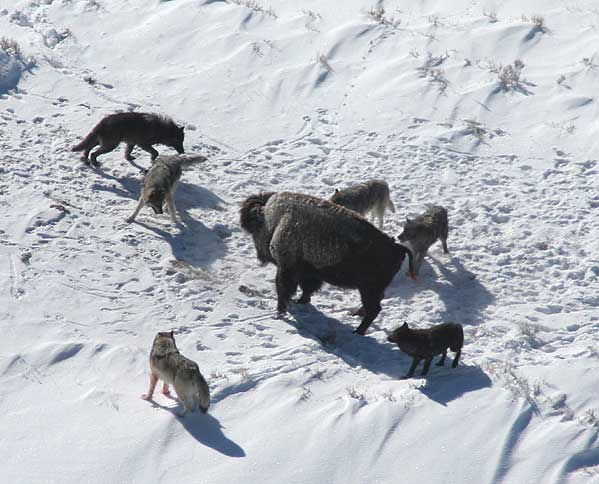
گاومیش کوهان‌دار با ایستادن در جای خود در مقابل گرگ‌ها مقاومت می‌کند.

در آمریکای شمالی، هنجارهای غذایی گرگ عمدتاً شامل پستانداران سم‌دار وحشی بزرگ (سم‌داران) و پستانداران متوسط است. در آسیا و اروپا، هنجارهای غذایی آنها بیشتر از پستانداران سم‌دار وحشی متوسط‌جثه و گونه‌های اهلی تشکیل شده است. گرگ به گونه‌های وحشی وابسته است و اگر اینها به‌راحتی در قاره‌ای مانند آسیا در دسترس نباشند، گرگ بیشتر به گونه‌های اهلی وابسته خواهد شد. در بیشتر اوراسیا، گرگ‌ها بیشتر از گوزن شاخ‌دار، گوزن قرمز، شوکا و گراز وحشی تغذیه می‌کنند. در آمریکای شمالی، طعمه‌های مهم در سراسر محدوده شامل واپیتی، موس، کاریبو، گوزن دم‌سفید و استرگوزن هستند. اسب های وحشی پیش از انقراضشان در آمریکای شمالی از جمله شکارهایی بودند که گرگ‌های آمریکای شمالی به‌طور مکرر می‌خوردند. گرگ‌ها می‌توانند غذایشان را در چند ساعت هضم کنند و چندین بار در روز نیز غذا بخورند و به‌سرعت از اندازه زیادی گوشت استفاده کنند. گرگ سیر به‌ویژه در فصل پاییز و زمستان، چربی را زیر پوست، اطراف قلب، روده‌ها، کلیه‌ها و مغز استخوان ذخیره می‌کند.
با این حال، گرگ‌ها در غذا خوردن سخت‌گیر نیستند. حیوانات کوچک‌تر که ممکن است رژیم غذایی آن‌ها را تکمیل کنند شامل جوندگان، خرگوش‌ها، حشره‌خواران و گوشت‌خواران کوچک‌تر هستند. آن‌ها اغلب از پرندگان آبی و تخم‌هایشان تغذیه می‌کنند. وقتی این غذاها کافی نباشند، در صورت موجود بودن، مارمولک‌ها، مارها و قورباغه‌ها را شکار می‌کنند و حتی شناخته شده که از ملخ‌ها تغذیه می‌کنند. گرگ‌ها در برخی مناطق ممکن است ماهی و حتی موجودات دریایی مصرف کنند. گرگ‌ها همچنین مقداری مواد گیاهی مصرف می‌کنند. در اروپا، آن‌ها سیب، گلابی، انجیر، خربزه، توت‌ها و گیلاس می‌خورند. در آمریکای شمالی، گرگ‌ها زغال‌اخته و تمشک می‌خورند. آن‌ها همچنین علف می‌خورند که ممکن است برخی ویتامین‌ها را تأمین کند، اما به احتمال زیاد عمدتاً برای تحریک استفراغ به منظور خلاص شدن از انگل‌های روده‌ای یا موهای محافظ بلند استفاده می‌شود. آن‌ها شناخته شده‌اند که از توت‌های خاکستر کوهی، سوسن دره، زغال‌اخته وحشی، قره‌قاط، تاجریزی سیاه اروپایی، محصولات غلات و جوانه‌های نی مصرف می‌کنند.

در زمان کمبود غذا، گرگ‌ها به‌راحتی لاشه می‌خورند. در مناطق اوراسیایی با فعالیت انسانی متراکم، بسیاری از جمعیت‌های گرگ مجبورند عمدتاً از دام و زباله تغذیه کنند. از آنجا که طعمه‌ها در آمریکای شمالی همچنان زیستگاه‌های مناسب با تراکم انسانی پایین را تصاحب می‌کنند، تنها در شرایط بحرانی از دام و زباله تغذیه می‌کنند. هم‌نوع‌خواری نیز در گرگ‌ها در زمستان‌های سخت غیرمعمول نیست، زمانی که گله اغلب به گرگ‌های ضعیف و مجروح حمله می‌کنند و ممکن است حتی اجساد اعضای مرده گروه را بخورند.

### تعامل با سایر شکارچی‌ها

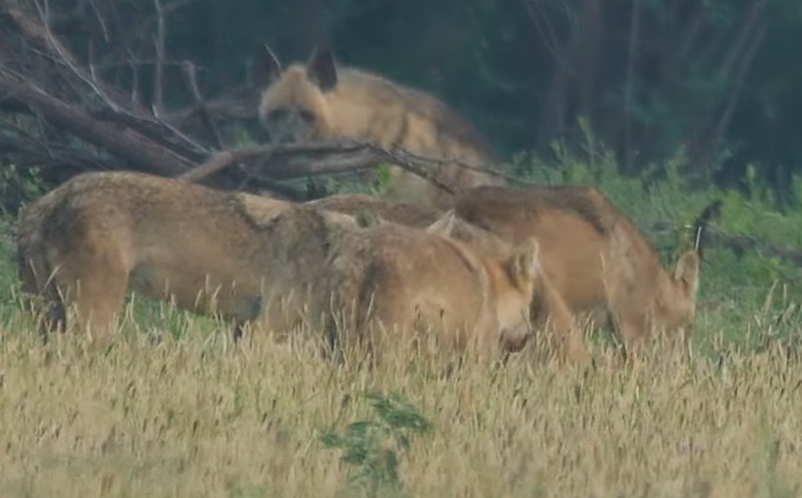
گرگ طعمه خود را در حضور یک کفتار می‌خورد.

گرگ‌ها معمولاً در مناطقی که با دیگر گونه‌های‌سگ‌سانان همزیستی دارند، بر آن‌ها تسلط دارند. در آمریکای شمالی، موارد کشتن کایوت‌ها توسط گرگ‌ها شایع است، به‌ویژه در زمستان، زمانی که کایوت‌ها طعمه‌های شکارشده توسط گرگ‌ها مصرف می‌کنند. گرگ‌ها ممکن است به لانه‌های کایوت‌ها حمله کنند، توله‌های آن‌ها را بیرون بکشند و آنها را به قتل برسانند، هرچند که به‌ندرت آن‌ها را می‌خورند. گزارشی مبنی بر کشتن گرگ‌ها توسط کایوت‌ها وجود ندارد، اگرچه ممکن است کایوت‌ها در صورتی که تعدادشان بیشتر باشد، گرگ‌ها را تعقیب کنند. طبق بیانیه مطبوعاتی وزارت کشاورزی ایالات متحده در سال ۱۹۲۱، گرگی بدنام به نام کاستر با کایوت‌ها همکاری می‌کرد تا همراه او باشند و او را از خطر آگاه کنند. آن‌ها از نیز شکارهای او تغذیه می‌کردند با این وجود او هرگز به آن‌ها اجازه نزدیک شدن نمی‌داد. در اوراسیا، تعاملاتی بین گرگ‌ها و شغال‌های طلایی مشاهده شده است، جایی که تعداد شغال‌ها در مناطق با تراکم بالای گرگ به‌طور قابل‌توجهی کم است. گرگ‌ها همچنین روباه‌های قرمز، قطبی و کورساک را می‌کشند، معمولاً در منازعات بر سر لاشه‌ها، و گاهی آن‌ها را می‌خورند.

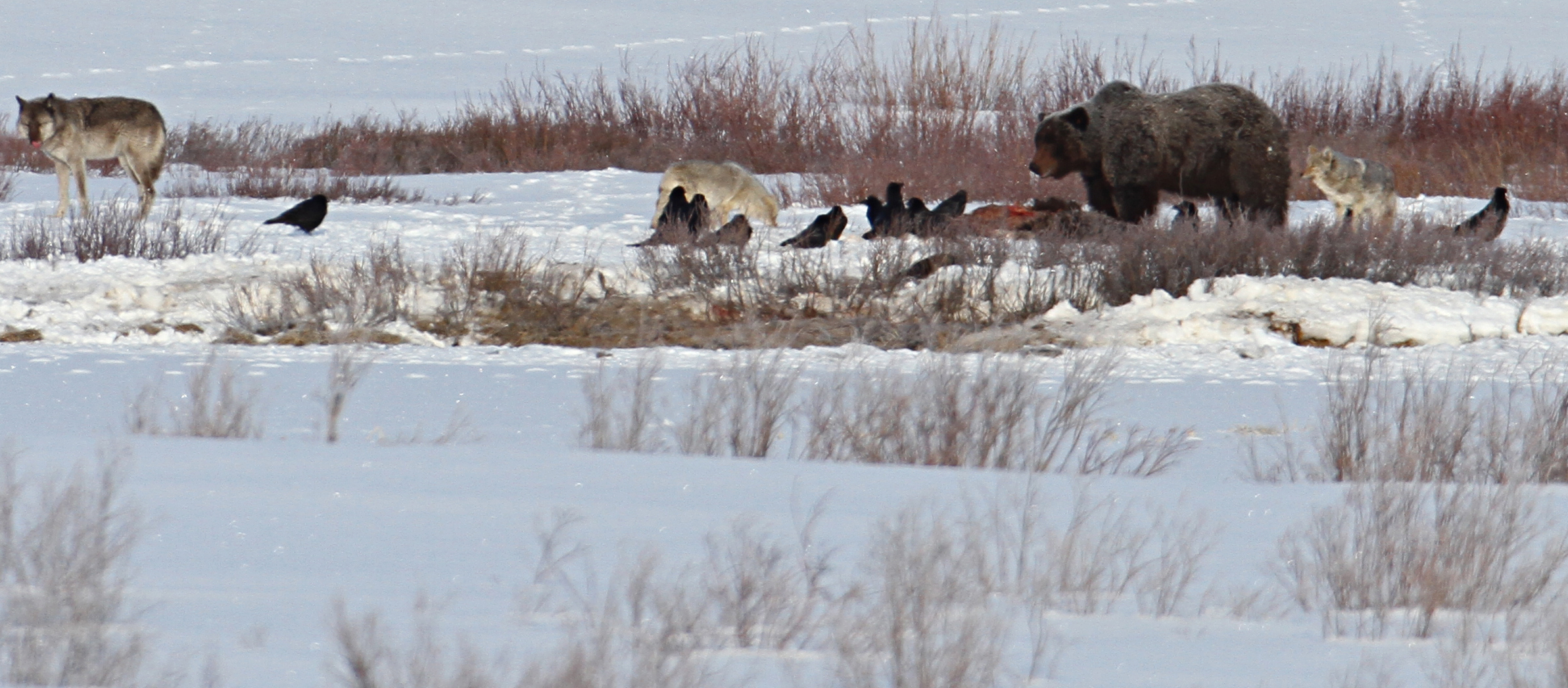
رقابت گرگ، خرس، کایوت‌ها و کلاغ‌ها بر سر یک لاشه

خرس‌های قهوه‌ای معمولاً در منازعات بر سر لاشه‌ها بر گله‌های گرگ تسلط دارند، در حالی که گله‌های گرگ عمدتاً در دفاع از محل لانه خود در برابر خرس‌ها پیروز می‌شوند. هر دو گونه توله‌های یکدیگر را می‌کشند. گرگ‌ها خرس‌های قهوه‌ای را که می‌کشند می‌خورند، در حالی که خرس‌های قهوه‌ای به نظر می‌رسد فقط گرگ‌های جوان را بخورند. تعاملات گرگ با خرس‌های سیاه آمریکایی بسیار نادرتر است، زیرا ترجیحات زیستگاهی آن‌ها متفاوت است. گرگ‌ها در موارد متعددی به‌طور فعال خرس‌های سیاه آمریکایی را در لانه‌هایشان جستجو کرده و بدون خوردن آن‌ها را کشته‌اند. برخلاف خرس‌های قهوه‌ای، خرس‌های سیاه آمریکایی اغلب در منازعات بر سر لاشه‌ها در برابر گرگ‌ها شکست می‌خورند. گرگ‌ها همچنین بر دله‌ها تسلط دارند و گاهی آن‌ها را می‌کشند، و دله‌هایی که سعی در تغذیه از لاشه‌های شکارشده آن‌ها دارند را فراری می‌دهند. دله‌ها با فرار به غارها یا بالا رفتن از درختان از گرگ‌ها می‌گریزند.
گرگ‌ها امکان دارد که با گربه‌سانان، مانند سیاه‌گوش اوراسیایی، تعامل و رقابت کنند، که در حضور گرگ‌ها از طعمه‌های کوچک‌تر تغذیه می‌کند و ممکن است توسط گله‌های بزرگ گرگ سرکوب شود. گرگ‌ها در بخش‌هایی از کوه‌های راکی و رشته‌کوه‌های مجاور با پوماها (شیرهای کوهی) روبرو می‌شوند. گرگ‌ها و پوماها معمولاً با شکار در ارتفاعات مختلف برای طعمه‌های متفاوت (تقسیم جایگاه) از برخورد با یکدیگر اجتناب می‌کنند. این امر در زمستان دشوارتر است. گروه‌های گرگ معمولاً بر پوماها تسلط دارند و می‌توانند طعمه‌های آن‌ها را بدزدند یا حتی آن‌ها را بکشند، در حالی که در رویارویی‌های یک‌به‌یک، گربه معمولاً غالب است و ممکن است گرگ‌ها را بکشد. گرگ‌ها به‌طور گسترده‌تر با تسلط بر قلمرو و فرصت‌های طعمه و اختلال در رفتار گربه‌سانان، بر دینامیک و توزیع جمعیت پوماها تأثیر می‌گذارند. تعاملات گرگ و ببر سیبری در خاور دور روسیه به‌خوبی مستند شده است، جایی که ببرها به‌طور قابل‌توجهی گرگ‌ها را گاهی تا مرز انقراض محلی کاهش می‌دهند.

در اسرائیل، فلسطین، آسیای مرکزی و هند، گرگ‌ها ممکن است با کفتارهای راه‌راه روبرو شوند، معمولاً در منازعات بر سر لاشه‌ها. کفتارهای راه‌راه در مناطقی که این دو گونه تعامل دارند، به‌طور گسترده از لاشه‌های شکارشده توسط گرگ‌ها تغذیه می‌کنند. در رویارویی‌های یک‌به‌یک، کفتارها بر گرگ‌ها تسلط دارند و ممکن است آن‌ها را شکار کنند، اما گروه‌های گرگ می‌توانند کفتارهای تنها یا کم‌تعداد را فراری دهند. حداقل یک مورد در اسرائیل گزارش شده است که یک کفتار با یک گروه گرگ همکاری و همراهی کرده است.

### بیماری‌ها

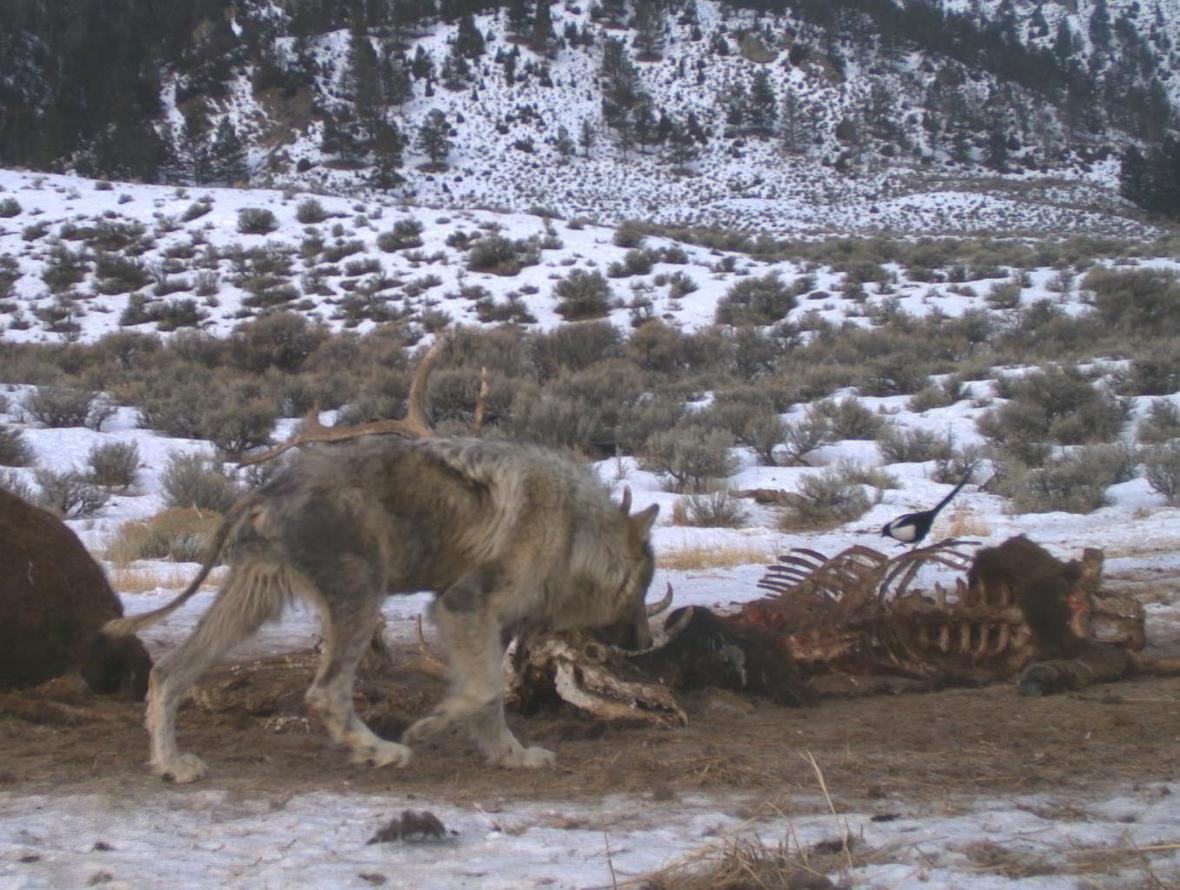
گرگ مبتلا به جرب در پارک ملی یلواستون

بیماری‌های ویروسی منتقل‌شده توسط گرگ‌ها شامل هاری، دیستمپر سگ، پاروویروس سگ، هپاتیت عفونی سگ، پاپیلوماتوز و کروناویروس سگ هستند. در گرگ‌ها، دوره نهفتگی هاری بین ۸ تا ۲۱ روز است و منجر به تحریک‌پذیری، ترک گله و حرکت تا ۸۰ کیلومتر (۵۰ مایل) در روز می‌شود، که این رفتار خطر انتقال بیماری به سایر گرگ‌ها را افزایش می‌دهد. اگرچه دیستمپر سگ برای سگ‌ها کشنده است، مواردی از مرگ گرگ‌ها بر اثر آن تنها در کانادا و آلاسکا گزارش شده‌اند. پاروویروس سگ که موجب مرگ از طریق کم‌آبی، عدم تعادل الکترولیتی و شوک اندوتوکسیک یا سپسیس می‌شود، در بیشتر موارد برای گرگ‌ها قابل‌تحمل است، اما می‌تواند برای توله‌ها کشنده باشد. بیماری‌های باکتریایی منتقل‌شده توسط گرگ‌ها شامل تب مالت، بیماری لایم، تب شالیزار، تولارمی، سل گاوی، لیستریوز و سیاه‌زخم هستند. اگرچه بیماری لایم می‌تواند گرگ‌های منفرد را ناتوان کند، به‌نظر نمی‌رسد تأثیر قابل‌توجهی بر جمعیت گله گرگ‌ها داشته باشد. لپتوسپیروز از طریق تماس با طعمه آلوده یا ادرار قابل انتقال است و می‌تواند باعث تب، بی‌اشتهایی، استفراغ، کم‌خونی، هماچوری (وجود خون در ادرار)، یرقان و مرگ شود.
گرگ‌ها اغلب به انواع انگل‌های خارجی بندپایان آلوده می‌شوند، از جمله کک، کنه، شپش و مایت. آسیب‌زننده‌ترین آن‌ها برای گرگ‌ها، به‌ویژه توله‌ها، مایت گال است، اگرچه بر خلاف روباه‌ها که به‌ندرت دچار گال شدید می‌شوند، انگل‌های داخلی شناخته‌شده در گرگ‌ها شامل پروتوزوآ و کرم‌های انگلی (کرم‌های برگی، کرم‌های نواری، کرم‌های لوله‌ای و کرم‌های خاردار) هستند. بیشتر گونه‌های کرم برگی در روده گرگ زندگی می‌کنند. کرم‌های نواری در گرگ‌ها رایج‌اند و از طریق طعمه منتقل می‌شوند، و معمولاً آسیب جدی وارد نمی‌کنند، هرچند میزان آسیب به تعداد و اندازه انگل‌ها و حساسیت میزبان بستگی دارد. علائم معمول شامل یبوست، واکنش‌های سمی و آلرژیک، تحریک مخاط روده و سوءتغذیه است. گرگ‌ها می‌توانند بیش از ۳۰ گونه کرم لوله‌ای را در خود حمل کنند، اگرچه بیشتر عفونت‌های ناشی از کرم لوله‌ای ظاهراً خوش‌خیم هستند و به تعداد کرم‌ها و سن میزبان وابسته‌اند.

## رفتار

### ساختار اجتماعی

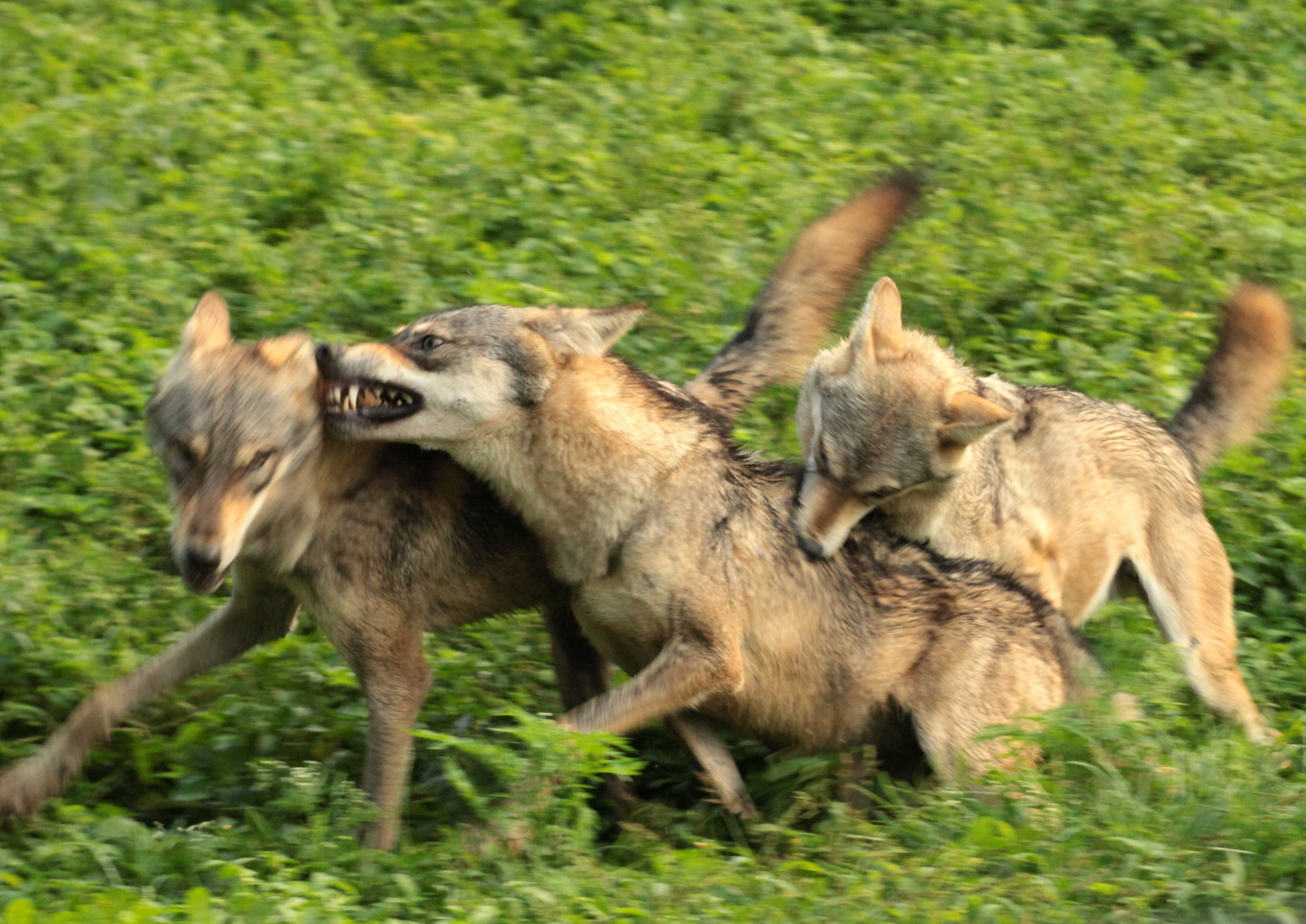
گرگ‌های هندی در باغ وحش میسوری

گرگ موجودی اجتماعی است. جمعیت‌های آن از گله‌ها و گرگ‌های تنها تشکیل می‌شود، بیشتر گرگ‌های تنها به‌طور موقت تنها هستند، در حالی‌که از یک گله جدا می‌شوند تا گله خود را تشکیل دهند یا به گله‌ای دیگر بپیوندند. واحد اجتماعی پایه‌ای گرگ، خانواده هسته‌ای شامل یک جفت نر و ماده جفت‌گیری‌کرده به‌همراه فرزندان آن‌هاست. میانگین اندازه گله در آمریکای شمالی هشت گرگ و در اروپا ۵٫۵ است. در سراسر اوراسیا، میانگین گله معمولاً یک خانوادهٔ هشت‌نفره (دو بالغ، جوان‌ها و یک‌ساله‌ها) است، یا گاه دو تا سه خانواده مشابه، و نمونه‌هایی از گله‌های استثنائاً بزرگ با تا ۴۲ گرگ نیز شناخته شده‌اند. سطح کورتیزول در بدن گرگ‌ها هنگام مرگ یکی از اعضای گله به‌طور چشمگیری افزایش می‌یابد، که نشان‌دهنده وجود استرس است. در دوره‌هایی که طعمه به‌وفور یافت می‌شود، مانند زمان زایمان یا مهاجرت طعمه‌ها، گله‌های مختلف ممکن است به‌طور موقت با یکدیگر متحد شوند.
فرزندان معمولاً بین ۱۰ تا ۵۴ ماه در گله می‌مانند، سپس پراکنده می‌شوند. عوامل محرک برای پراکندگی شامل رسیدن به بلوغ جنسی و رقابت غذایی درون گله است. فاصله‌ای که گرگ‌های پراکنده‌شده طی می‌کنند بسیار متغیر است؛ برخی در نزدیکی گروه والدین می‌مانند، در حالی‌که برخی دیگر ممکن است تا مسافت‌های طولانی، به‌طول ۲۰۶ کیلومتر (۱۲۸ مایل), ۳۹۰ کیلومتر (۲۴۰ مایل)، یا حتی ۶۷۰ کیلومتر (۴۲۰ مایل) از گله تولد خود دور شوند. گله‌ای جدید معمولاً توسط یک نر و ماده نامرتبط که با هم سفر می‌کنند و به‌دنبال منطقه‌ای بدون گله‌های خصمانه هستند، تشکیل می‌شود. گله‌ها به‌ندرت گرگ‌های دیگر را به عضویت خود درمی‌آورند و معمولاً آن‌ها را می‌کشند. در موارد نادر پذیرش، فرد پذیرفته‌شده تقریباً همیشه گرگی نابالغ در سن یک تا سه سال است که بعید است در تولیدمثل با جفت اصلی رقابت کند. این پذیرش اغلب بین ماه‌های فوریه تا مه رخ می‌دهد. نرهای پذیرفته‌شده ممکن است با ماده‌ای در دسترس جفت‌گیری کرده و سپس گله‌ای مستقل تشکیل دهند. در برخی موارد، گرگ تنها برای جایگزینی تولیدکننده‌ای مرده به گله پذیرفته می‌شود.

گرگ‌ها قلمروطلب هستند و معمولاً قلمروهایی بسیار بزرگ‌تر از نیاز بقا خود ایجاد می‌کنند تا تأمین پایدار طعمه تضمین شود. اندازه قلمرو تا حد زیادی به میزان طعمه موجود و سن توله‌های گله بستگی دارد. در مناطقی با جمعیت پایین طعمه یا زمانی‌که توله‌ها به سن شش‌ماهگی می‌رسند و نیاز تغذیه‌ای برابر با بالغ‌ها دارند، اندازه قلمرو افزایش می‌یابد. گله‌ها پیوسته در جست‌وجوی طعمه در حرکت‌اند و به‌طور میانگین روزانه ۹٪ از قلمرو خود را می‌پیمایند، معادل حدود ۲۵ کیلومتر در روز. هستهٔ مرکزی قلمرو آن‌ها به‌طور میانگین ۳۵ کیلومتر مربع است، جایی‌که نیمی از زمان خود را در آن می‌گذرانند. تراکم طعمه معمولاً در پیرامون قلمرو بیشتر است. گرگ‌ها تمایل دارند از شکار در لبه‌های قلمرو خود پرهیز کنند تا از برخوردهای مرگبار با گله‌های همسایه اجتناب کنند. کوچک‌ترین قلمرو ثبت‌شده مربوط به گله‌ای شش‌نفره در شمال‌شرقی مینه‌سوتا بوده که مساحتی در حدود ۳۳ کیلومتر مربع داشته، در حالی‌که بزرگ‌ترین قلمرو در اختیار گله‌ای ده‌نفره در آلاسکا بوده که ۶۲۷۲ کیلومتر مربع را در بر می‌گرفته. گله‌های گرگ معمولاً ساکن هستند و تنها در زمان کمبود شدید غذا قلمرو خود را ترک می‌کنند. درگیری‌های قلمرویی یکی از عوامل اصلی مرگ گرگ‌هاست، به‌طوری‌که یک مطالعه نشان داد ۱۴ تا ۶۵ درصد مرگ‌های گرگ در مینه‌سوتا و پارک ملی دِنالی به‌دست گرگ‌های دیگر بوده است.

### ارتباط برقرار کردن
گرگ‌ها از طریق آواها، حالت‌های بدنی، بو، لمس و چشایی با یکدیگر ارتباط برقرار می‌کنند. فازهای ماه هیچ تأثیری بر آوای گرگ‌ها ندارد و برخلاف باور عمومی، گرگ‌ها برای ماه زوزه نمی‌کشند. زوزهٔ گرگ‌ها برای گردهم‌آوردن گله پیش و پس از شکار، هشدار دادن به‌ویژه در نزدیکی لانه، پیدا کردن یکدیگر در طوفان، عبور از مناطق ناآشنا، و ارتباط از فواصل دور انجام می‌شود. زوزهٔ گرگ‌ها در شرایط خاص تا شعاع ۱۳۰ کیلومتر مربع قابل شنیدن است. سایر آواها شامل غرش، واق‌واق، و ناله‌اند. گرگ‌ها مانند سگ‌ها در مواجهه با خطر به‌طور پیوسته یا بلند پارس نمی‌کنند، بلکه چند بار واق‌واق کرده و سپس عقب‌نشینی می‌کنند.
گرگ‌های تهاجمی یا سلطه‌جو با حرکات آهسته و حساب‌شده، حالت بدنی بلند و سیخ‌شدن موهای پشت مشخص می‌شوند، در حالی‌که گرگ‌های مطیع بدن خود را پایین می‌گیرند، موهایشان را می‌خوابانند، و گوش و دم را پایین می‌آورند.

نشانه‌گذاری بویی شامل ادرار، مدفوع، و ترشحات غدد پیش‌پوستی و مقعدی است. این روش مؤثرتر از زوزه برای اعلام قلمرو است و اغلب با خراش‌گذاری روی سطوح همراه می‌شود. گرگ‌ها هنگام مواجهه با نشانه‌های گله‌های دیگر میزان نشانه‌گذاری خود را افزایش می‌دهند. گرگ‌های تنها به‌ندرت نشانه‌گذاری می‌کنند، اما جفت‌های تازه شکل‌گرفته بیشترین میزان نشانه‌گذاری را دارند. این نشانه‌ها معمولاً در هر ۲۴۰ متر در مسیرهای تردد منظم و محل‌های تلاقی گذاشته می‌شوند. این علائم می‌توانند دو تا سه هفته باقی بمانند و اغلب در کنار سنگ‌ها، تخته‌سنگ‌ها، درختان یا اسکلت جانوران بزرگ قرار داده می‌شوند. ادرار با پای بلندشده یکی از مهم‌ترین اشکال ارتباط بویی در گرگ است و ۶۰ تا ۸۰ درصد از همه نشانه‌گذاری‌های بویی را شامل می‌شود.

### تولیدمثل

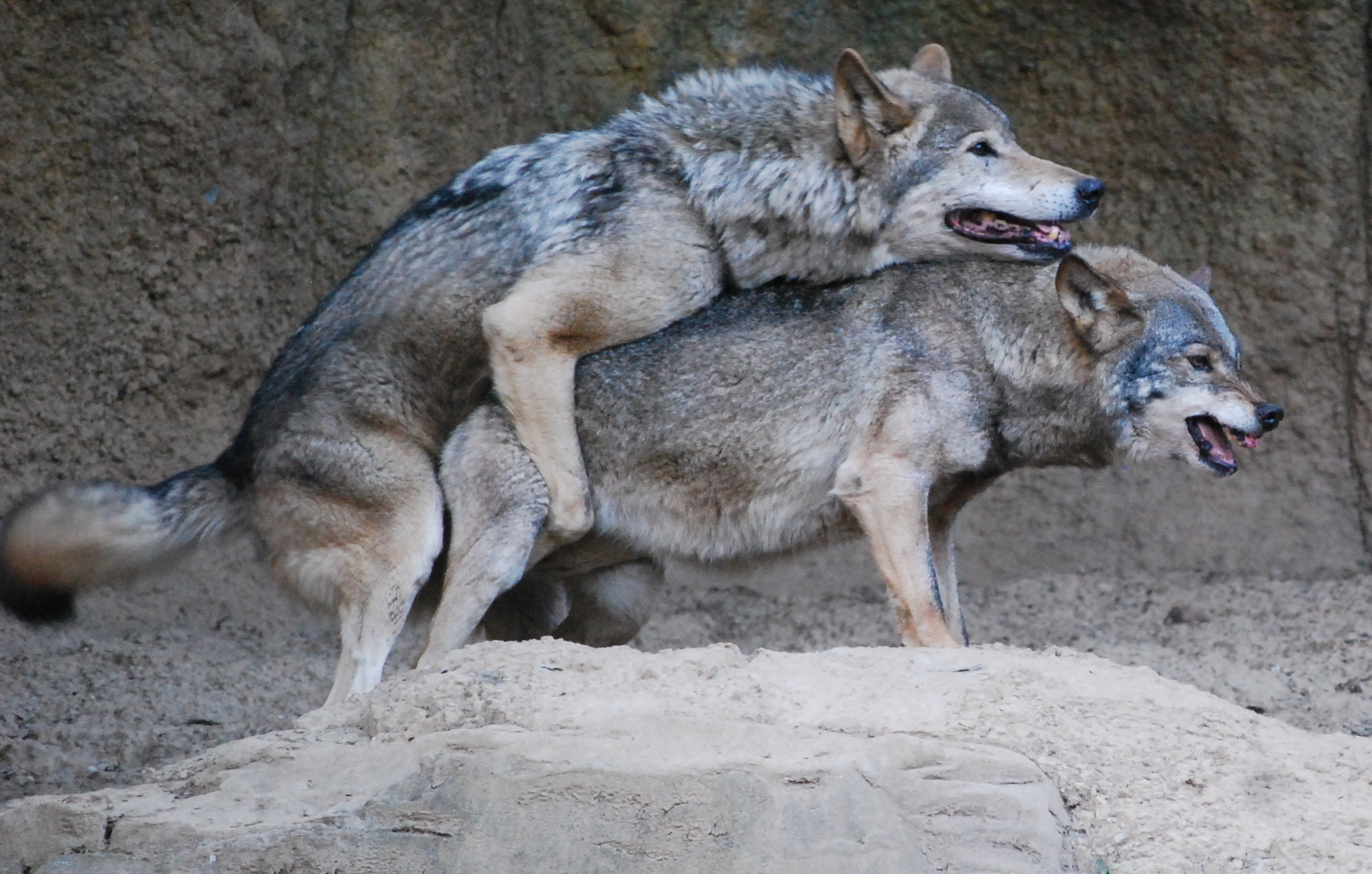
جفت‌گیری گرگ‌های کره‌ای در ژاپن

گرگ‌ها تک‌همسر هستند و جفت‌ها معمولاً تا پایان عمر با یکدیگر باقی می‌مانند. اگر یکی از جفت‌ها بمیرد، جفت جدید به‌سرعت پیدا می‌شود. در محیط وحش، تا زمانی‌که امکان آمیزش خارج از خانواده وجود دارد، درون‌زادی در میان گرگ‌ها اتفاق نمی‌افتد. گرگ‌ها در دو سالگی بالغ می‌شوند و از سه‌سالگی قابلیت تولیدمثل دارند. سن اولین زادآوری به‌شدت تحت تأثیر شرایط محیطی است؛ زمانی‌که غذا فراوان است یا جمعیت گرگ‌ها تحت کنترل شدید انسانی قرار دارد، گرگ‌ها در سنین پایین‌تر زادآوری می‌کنند تا از منابع بهره بیشتری ببرند. ماده‌ها توانایی زایش هر ساله را دارند و به‌طور معمول سالی یک بار زادآوری می‌کنند. دوران فحلی و جفت‌گیری در نیمه دوم زمستان آغاز می‌شود و حدود دو هفته به‌طول می‌انجامد.

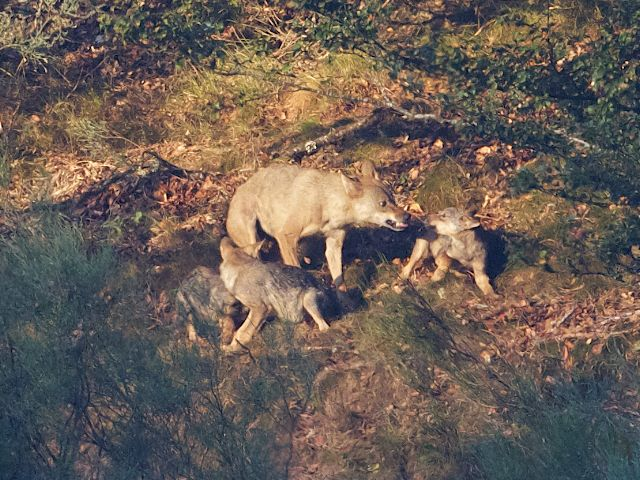
توله‌های گرگ ایبری که مادر خود را تحریک می‌کنند تا مقداری غذا را پس بگیرد

در دوره تابستان برای توله‌ها لانه ساخته می‌شود. در ساخت لانه، ماده‌ها از پناهگاه‌های طبیعی مثل شکاف در صخره‌ها، لبه‌های سنگی رودخانه‌ها، و حفره‌هایی با پوشش گیاهی متراکم استفاده می‌کنند. گاه لانه از حفره حیوانات کوچکتر مانند روباه، گورکن یا مارموت گرفته می‌شود. این لانه‌ها معمولاً گسترش یافته و تا حدی بازسازی می‌شوند. در موارد نادر، ماده گرگ‌ها خودشان حفره حفر می‌کنند، که معمولاً کوچک و کوتاه با یک تا سه دهانه است. لانه معمولاً در فاصله‌ای کمتر از ۵۰۰ متر از منبع آب ساخته می‌شود، به‌سمت جنوب قرار دارد تا از نور خورشید گرم شود و یخ سریع‌تر آب شود. در اطراف لانه معمولاً محل‌های استراحت، محل بازی توله‌ها و بقایای غذا دیده می‌شود. بوی ادرار و غذای فاسد اطراف لانه پرندگان لاشخور مانند زاغ و کلاغ را جذب می‌کند. گرچه گرگ‌ها معمولاً از نواحی قابل دید انسان دوری می‌کنند، اما مواردی ثبت شده که در نزدیکی خانه‌ها، جاده‌های آسفالته و خطوط راه‌آهن نیز لانه ساخته‌اند. در دوران بارداری، ماده گرگ در لانه‌ای دور از حاشیه قلمرو می‌ماند تا از درگیری با گله‌های دیگر جلوگیری شود.

دوره بارداری ۶۲ تا ۷۵ روز طول می‌کشد و توله‌ها معمولاً در بهار یا اوایل تابستان (در مناطق بسیار سرد مانند توندرها) به دنیا می‌آیند. ماده‌های جوان معمولاً چهار تا پنج توله، و ماده‌های مسن‌تر شش تا هشت توله، گاه تا چهارده توله به دنیا می‌آورند. نرخ مرگ‌ومیر توله‌ها بین ۶۰ تا ۸۰ درصد است. توله گرگ‌های تازه‌متولدشده از نظر ظاهری شبیه توله‌های سگ ژرمن شپرد هستند. آن‌ها در هنگام تولد کور و کر هستند و بدنی پوشیده از خز نرم خاکستری-قهوه‌ای دارند. وزن توله‌ها در زمان تولد بین ۳۰۰ تا ۵۰۰ گرم است و بین روز نهم تا دوازدهم بینایی پیدا می‌کنند. دندان‌های شیری یک‌ماه پس از تولد می‌روید. توله‌ها بعد از سه هفته لانه را ترک می‌کنند. در یک‌ونیم‌ماهگی به‌قدر کافی چابک می‌شوند که از خطر فرار کنند. ماده گرگ‌ها در هفته‌های اول پس از زایمان از لانه خارج نمی‌شوند و نرها وظیفه تأمین غذا را برعهده دارند. توله‌ها از سه تا چهار هفتگی شروع به خوردن غذای جامد می‌کنند. در چهار ماه اول، رشد بسیار سریعی دارند و وزن آن‌ها ممکن است تا ۳۰ برابر افزایش یابد. توله‌ها از سه‌هفتگی شروع به بازی‌های شبه‌نبرد می‌کنند، اما برخلاف توله‌های روباه یا شغال، گازهایشان آرام و کنترل‌شده است. نبردهای واقعی برای تعیین سلسله‌مراتب بین پنج تا هشت‌هفتگی آغاز می‌شود. برخلاف روباه‌ها و شغال‌ها که پیش از شروع بازی نیز ممکن است وارد درگیری شوند. تا پاییز، توله‌ها به‌اندازه کافی رشد کرده‌اند تا همراه بزرگ‌ترها در شکار طعمه‌های بزرگ شرکت کنند.

### شکار و تغذیه

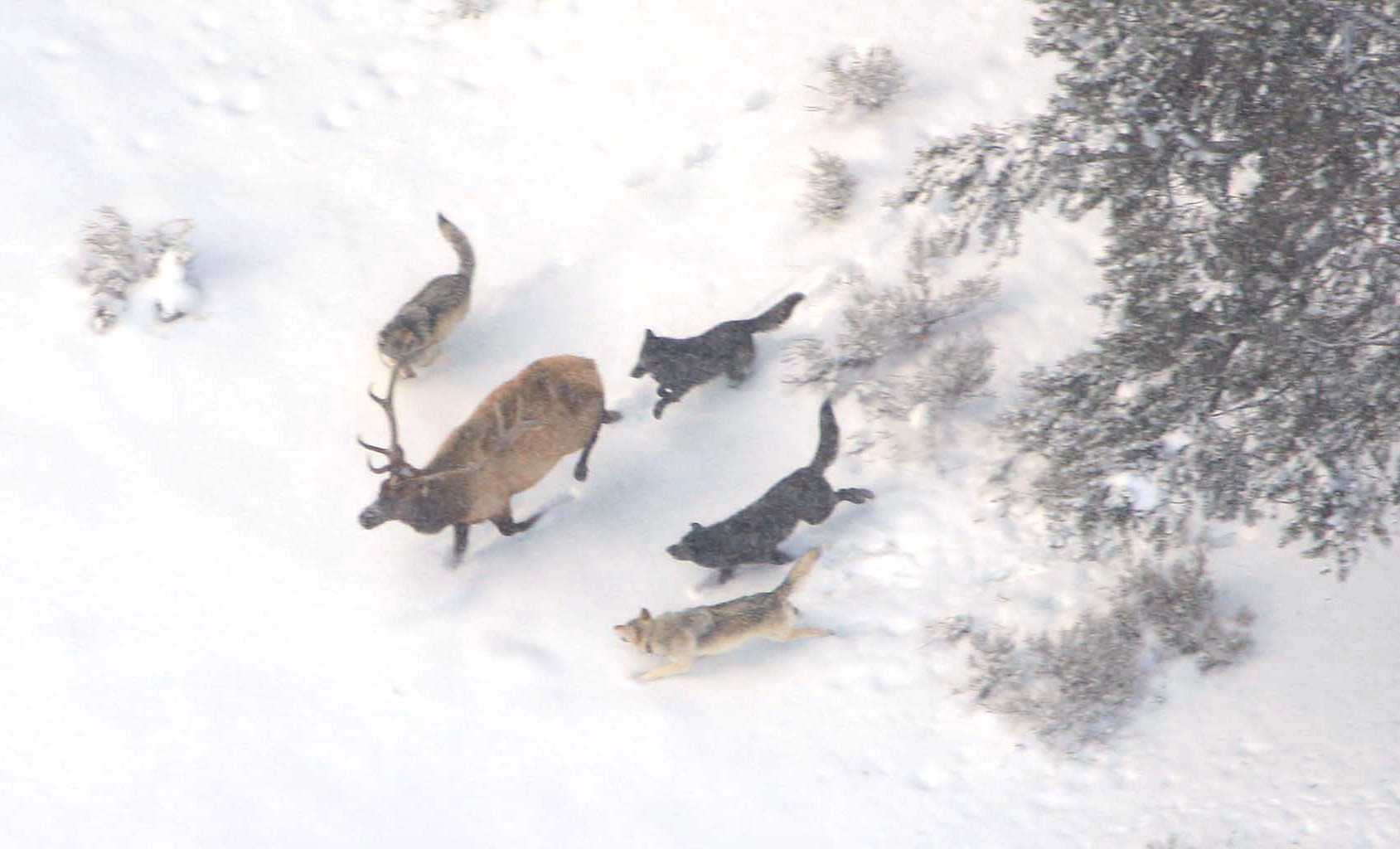
گرگ‌ها درحال محاصرهٔ یک گوزن نر

گرگ‌های تنها یا جفت‌شده معمولاً در شکار موفق‌تر از گروه‌های بزرگ هستند؛ گاهی دیده شده که گرگ‌های تنها بدون کمک، طعمه‌های بزرگی مانند گوزن شمالی، بایسون و گاو مشک را شکار کرده‌اند. اندازهٔ گروه شکارگر با تعداد توله‌هایی که زمستان قبل زنده مانده‌اند، بقای بزرگ‌سالان، و نرخ ترک گروه توسط گرگ‌های پراکنده مرتبط است. اندازهٔ بهینهٔ گروه برای شکار گوزن، چهار گرگ است؛ برای بایسون، گروه‌های بزرگ‌تر موفق‌ترند. گرگ‌ها هنگام شکار در قلمرو خود جابه‌جا می‌شوند و از مسیرهای یکسان به مدت طولانی استفاده می‌کنند. آن‌ها شکارچیان شب‌زی هستند. در زمستان، گروه‌ها شکار را در گرگ‌ومیش آغاز می‌کنند و تمام شب، ده‌ها کیلومتر حرکت می‌کنند. گاهی شکار طعمه‌های بزرگ در روز انجام می‌شود. در تابستان، گرگ‌ها معمولاً به‌صورت انفرادی شکار می‌کنند، طعمه را غافلگیر می‌کنند و به‌ندرت تعقیب می‌کنند.
در شکار طعمه‌های بزرگ و اجتماعی، گرگ‌ها تلاش می‌کنند یک فرد را از گروه جدا کنند. اگر موفق شوند، یک گروه گرگ می‌تواند طعمه‌ای را از پا درآورد که برای چند روز خوراک فراهم کند؛ اما یک اشتباه در ارزیابی می‌تواند منجر به آسیب جدی یا مرگ شود. بیشتر طعمه‌های بزرگ، سازوکارها و رفتارهای دفاعی تکامل‌یافته دارند. گرگ‌ها هنگام شکار بایسون، گوزن، گوزن شمالی، گاو مشک و حتی گوزن کوچک دم‌سفید کشته شده‌اند. در مورد طعمه‌های کوچک مانند سگ‌آبی، غاز و خرگوش، خطری برای گرگ وجود ندارد. با وجود باور رایج، گرگ‌ها به‌راحتی نمی‌توانند بر طعمه‌های خود غلبه کنند؛ نرخ موفقیت آن‌ها در شکار طعمه‌های سُم‌دار معمولاً پایین است.

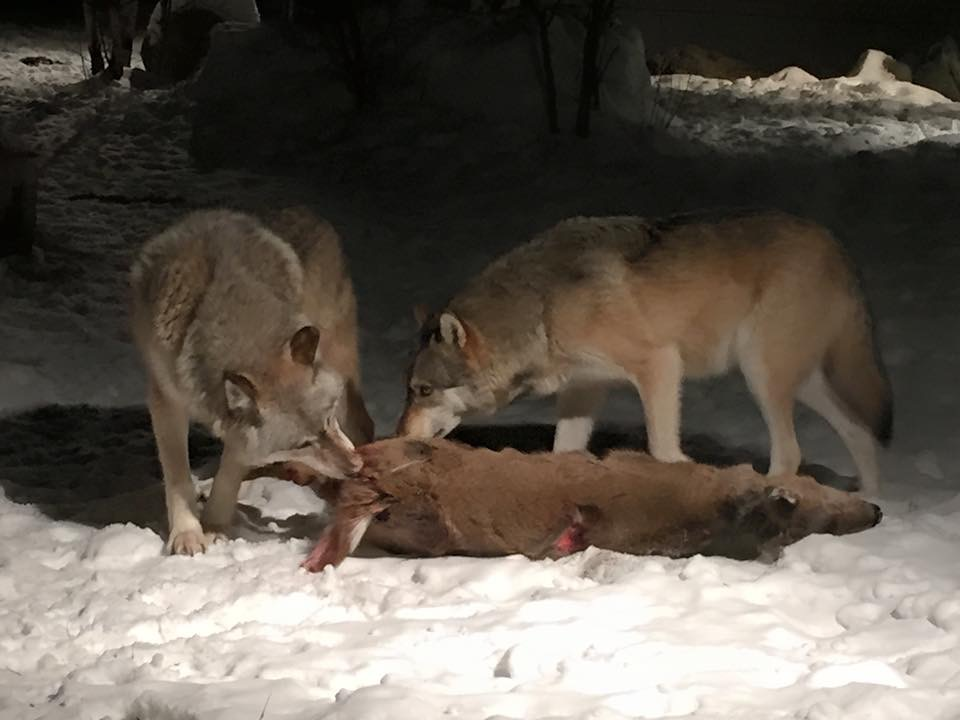
دو گرگ در حال مصرف یک گوزن

برای شکار، گرگ باید تعقیب کند و به طعمهٔ در حال فرار برسد، با گاز گرفتن از میان مو و پوست ضخیم، سرعت آن را کاهش دهد و سپس آن‌قدر آن را ناتوان کند که بتواند تغذیه را آغاز کند. گرگ‌ها ممکن است طعمه‌های بزرگ را زخمی کنند و سپس برای ساعت‌ها استراحت کنند تا زمانی که طعمه از خون‌ریزی ضعیف شود و بدون خطر، آن را بکشند. در مورد طعمه‌های متوسط مانند شوکا یا گوسفند، گرگ با گاز گرفتن گلو و بریدن مسیرهای عصبی و شریان کاروتید، باعث مرگ طعمه در عرض چند ثانیه تا یک دقیقه می‌شود. برای طعمه‌های کوچک شبیه موش، گرگ با یک پرش بلند آن را با پنجه‌های جلو زمین‌گیر می‌کند.
پس از زمین‌گیر شدن طعمه، گرگ‌ها با هیجان شروع به تغذیه می‌کنند، لاشه را از جهات مختلف پاره و تکه‌تکه می‌کنند و قطعات بزرگ گوشت را می‌بلعند. جفت تولیدمثلی معمولاً بر غذا مسلط است تا بتواند به تولید توله ادامه دهد. در زمان کمبود غذا، این کار به ضرر دیگر اعضای خانواده، به‌ویژه غیرتوله‌ها، انجام می‌شود. گرگ‌ها معمولاً تغذیه را با خوردن اندام‌های داخلی بزرگ مانند قلب، کبد، شش‌ها و پوشش معده آغاز می‌کنند. کلیه و طحال زمانی خورده می‌شوند که در معرض قرار گیرند، و سپس عضلات مصرف می‌شوند. یک گرگ می‌تواند در یک وعده ۱۵ تا ۱۹ درصد از وزن بدن خود غذا بخورد.

## وضعیت و حفاظت
جمعیت جهانی گرگ‌های وحشی در سال ۲۰۰۳ حدود ۳۰۰٬۰۰۰ تخمین زده شد. از دهه ۱۹۷۰، کاهش جمعیت گرگ متوقف شده است. این امر، با کمک حمایت‌های قانونی، تغییرات در کاربری زمین، و مهاجرت جمعیت روستایی به شهرها، به بازگشت طبیعی و بازمعرفی گرگ‌ها در بخش‌هایی از زیستگاه پیشین آن‌ها منجر شده است. رقابت با انسان بر سر دام و گونه‌های شکاری، نگرانی از خطر گرگ برای انسان، و تکه‌تکه شدن زیستگاه همچنان تهدیدی برای این گونه به‌شمار می‌رود. با وجود این تهدیدات، اتحادیه بین‌المللی حفاظت از طبیعت (IUCN) گرگ را در فهرست قرمز خود در طبقهٔ «کم‌خطر» (Least Concern) قرار داده، به‌دلیل پراکندگی نسبتاً وسیع و جمعیت پایدار آن. این گونه در ضمیمهٔ دوم کنوانسیون تجارت بین‌المللی گونه‌های در معرض خطر (CITES) قرار دارد؛ یعنی تجارت بین‌المللی آن (از جمله اجزا و مشتقات آن) تحت نظارت است. با این حال، جمعیت‌های گرگ در بوتان، هند، نپال و پاکستان در ضمیمهٔ اول فهرست شده‌اند، که تجارت بین‌المللی تجاری با منشأ وحشی را ممنوع می‌کند.

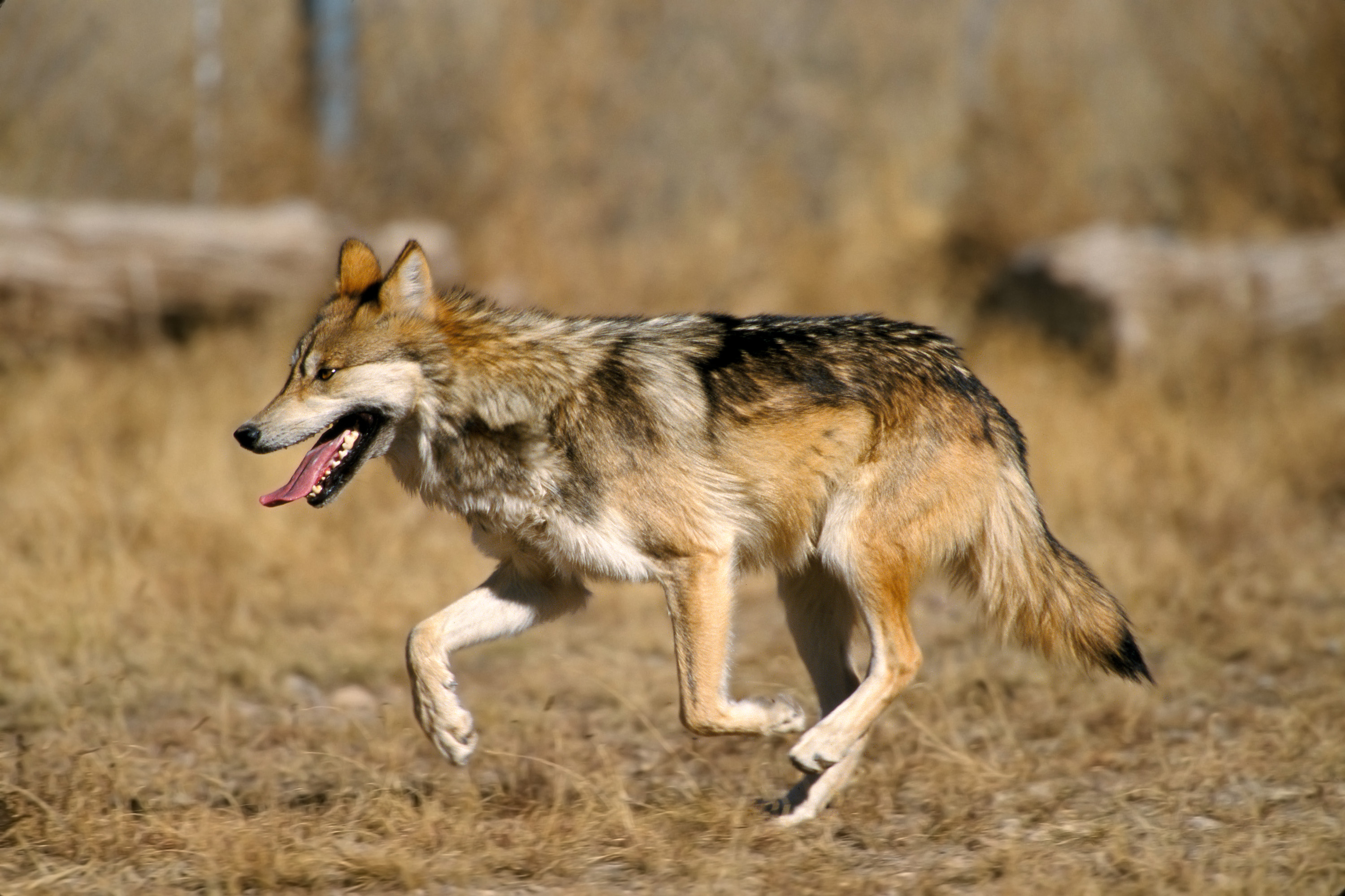
گرگ مکزیکی اسیر در پناهگاه حیات وحش ملی سویلتا در نیومکزیکو، به عنوان بخشی از معرفی مجدد

### آمریکای شمالی
در کانادا، ۵۰٬۰۰۰ تا ۶۰٬۰۰۰ گرگ در ۸۰٪ از زیستگاه تاریخی خود زندگی می‌کنند، که این کشور را به یکی از پایگاه‌های مهم بقای این گونه تبدیل کرده است. طبق قوانین کانادا، بومیان می‌توانند بدون محدودیت گرگ شکار کنند، اما دیگران باید برای شکار یا به دام انداختن گرگ در فصل‌های مجاز، مجوز دریافت کنند. هر سال تا ۴٬۰۰۰ گرگ ممکن است در کانادا شکار شوند. در پارک‌های ملی، گرگ تحت حفاظت «قانون پارک‌های ملی کانادا» قرار دارد.
در آلاسکا، ۷٬۰۰۰ تا ۱۱٬۰۰۰ گرگ در ۸۵٪ از مساحت ایالت (۱٬۵۱۷٬۷۳۳ کیلومتر مربع) حضور دارند. شکار و به دام انداختن گرگ با مجوز مجاز است و سالانه حدود ۱٬۲۰۰ گرگ در آلاسکا برداشت می‌شود.
در ایالات متحده (به‌جز آلاسکا)، کاهش جمعیت گرگ‌ها ناشی از گسترش کشاورزی، نابودی طعمه‌های اصلی آن‌ها مانند بوفالوی آمریکایی، و کارزارهای نابودی بوده است. گرگ‌ها در سال ۱۹۷۳ تحت قانون گونه‌های در معرض خطر (ESA) قرار گرفتند و از آن زمان، با کمک بازگشت طبیعی و برنامه‌های بازمعرفی مانند در پارک یلواستون و آیداهو، به بخش‌هایی از زیستگاه قبلی خود بازگشته‌اند. بازگشت جمعیت گرگ در ایالت‌های شمالی میانی آمریکا عمدتاً در ایالت‌های حاشیه دریاچه‌های بزرگ (مینه‌سوتا، ویسکانسین و میشیگان) متمرکز بوده و تا سال ۲۰۱۸ بیش از ۴٬۰۰۰ گرگ در آن مناطق زندگی می‌کردند. همچنین گرگ‌ها در بیشتر مناطق کوهستانی شمالی و شمال‌غربی آمریکا حضور دارند و جمعیت آن‌ها تا دهه ۲۰۲۰ به بیش از ۳٬۰۰۰ رسیده است.
در مکزیک و بخش‌هایی از جنوب‌غربی ایالات متحده، دولت‌های مکزیک و آمریکا بین سال‌های ۱۹۷۷ تا ۱۹۸۰ برای جلوگیری از انقراض، تمام گرگ‌های مکزیکی باقی‌مانده در طبیعت را زنده‌گیری کرده و برنامه‌های تکثیر در اسارت برای بازمعرفی آن‌ها راه‌اندازی کردند. تا سال ۲۰۲۴، جمعیت بازمعرفی‌شدهٔ گرگ‌های مکزیکی به بیش از ۲۵۰ فرد رسیده است.

### اوراسیا

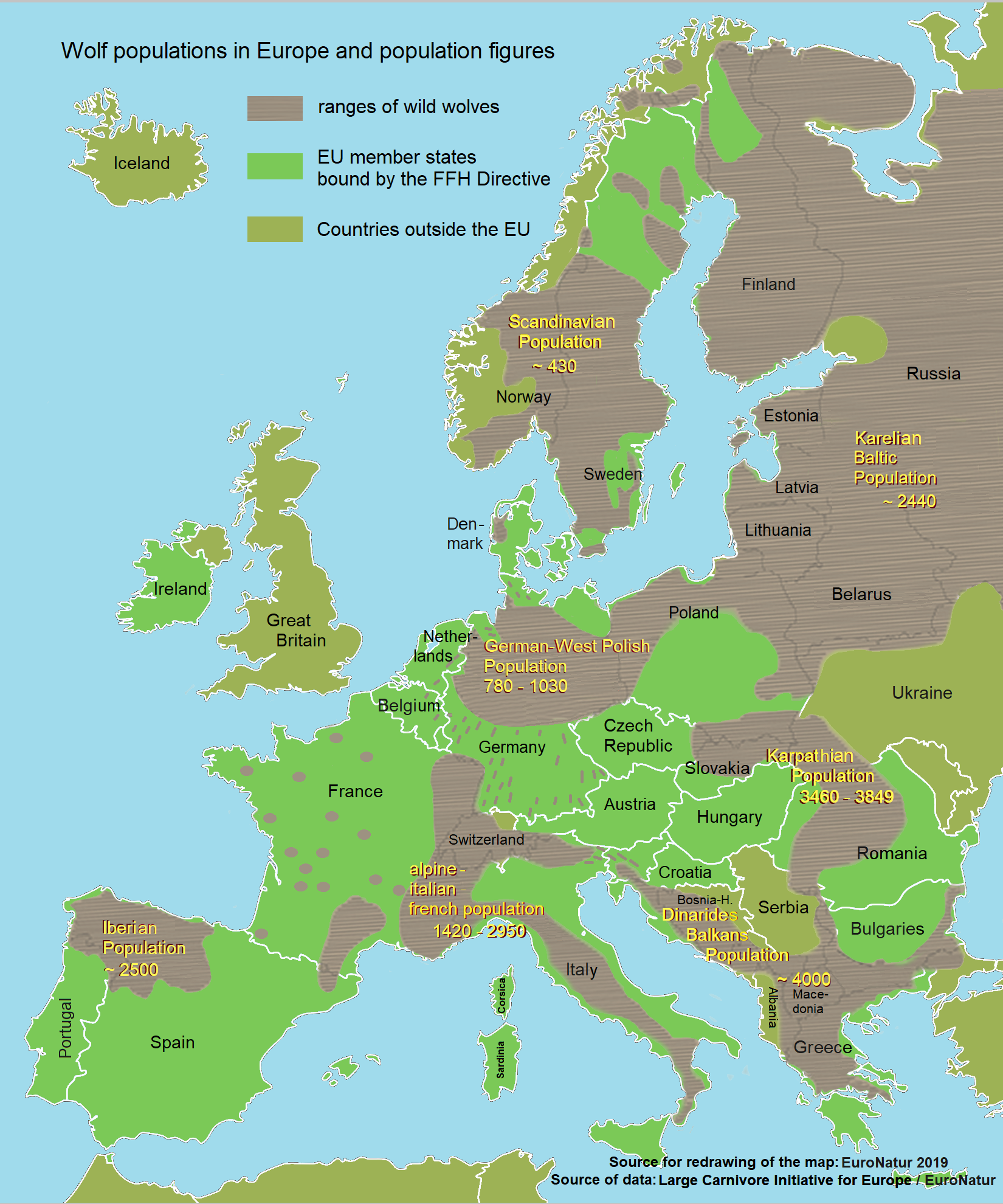

اتحادیه اروپا دارای ۲۰٬۳۰۰ گرگ با گروه‌های زادآور در ۲۳ کشور است. در بسیاری از کشورهای عضو اتحادیه، گرگ تحت حفاظت شدید کنوانسیون برن ۱۹۷۹ دربارهٔ حفاظت از حیات‌وحش و زیستگاه‌های طبیعی اروپا (ضمیمه II) و همچنین دستورالعمل ۹۲/۴۳/EEC شورای اروپا در سال ۱۹۹۲ دربارهٔ حفاظت از زیستگاه‌های طبیعی و گونه‌های گیاهی و جانوری وحشی (ضمیمه‌های II و IV) قرار دارد. در بسیاری از کشورهای اروپایی حفاظت قانونی گسترده‌ای برای گرگ وجود دارد، هرچند استثناهای ملی نیز وجود دارند.
گرگ‌ها در اروپا طی قرن‌ها تحت آزار و حذف قرار گرفتند و به‌تدریج در بریتانیا تا سال ۱۶۸۴، در ایرلند تا ۱۷۷۰، در اروپای مرکزی تا ۱۸۹۹، در فرانسه تا دهه ۱۹۳۰ و در بیشتر بخش‌های اسکاندیناوی تا اوایل دهه ۱۹۷۰ ریشه‌کن شدند. آن‌ها در بخش‌هایی از فنلاند، اروپای شرقی و جنوبی باقی ماندند. از سال ۱۹۸۰، جمعیت گرگ‌های اروپا بازیابی شده و دوباره به بخش‌هایی از قلمرو پیشین خود بازگشته‌اند. افول اقتصادهای روستایی و شبانی سنتی ظاهراً نیاز به نابودی گرگ را در برخی بخش‌های اروپا از بین برده است. برآورد جمعیت گرگ‌ها تا سال ۲۰۱۶ شامل ۴٬۰۰۰ در بالکان، ۳٬۴۶۰–۳٬۸۴۹ در کوه‌های کارپات، ۱٬۷۰۰–۲٬۲۴۰ در کشورهای بالتیک، ۱٬۱۰۰–۲٬۴۰۰ در شبه‌جزیره ایتالیا، و حدود ۲٬۵۰۰ در شمال‌غربی شبه‌جزیره ایبری (تا سال ۲۰۰۷) است. در مطالعه‌ای دربارهٔ حفاظت از گرگ در سوئد، تضاد اندکی میان سیاست‌های اتحادیه اروپا و مسئولان داخلی سوئد مشاهده شد.
در اتحاد جماهیر شوروی سابق، گرگ‌ها علی‌رغم کارزارهای وسیع نابودی در دوران شوروی، بخش بزرگی از قلمرو تاریخی خود را حفظ کرده‌اند. جمعیت آن‌ها از ۱٬۵۰۰ در گرجستان تا ۲۰٬۰۰۰ در قزاقستان و تا ۴۵٬۰۰۰ در روسیه متغیر است. در روسیه، گرگ آفت محسوب می‌شود، زیرا به دام‌ها حمله می‌کند، و مدیریت آن شامل نابودی سالانهٔ آن‌ها در تمام طول سال است. تاریخ روسیه در سده گذشته نشان داده که کاهش شکار به افزایش جمعیت گرگ منجر می‌شود. دولت روسیه همچنان برای کشتن گرگ‌ها پاداش تعیین می‌کند و برداشت سالانهٔ ۲۰–۳۰٪ تأثیر چشمگیری بر جمعیت آن‌ها ندارد.

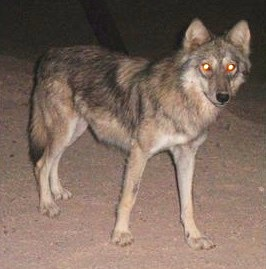
گرگی در جنوب اسرائیل

در خاورمیانه، تنها اسرائیل و عمان حمایت قانونی صریح از گرگ دارند. اسرائیل از سال ۱۹۵۴ گرگ‌ها را تحت حفاظت قرار داده و با اجرای مؤثر سیاست‌های حفاظتی، جمعیتی با اندازه متوسط حدود ۱۵۰ گرگ را حفظ کرده است. این گرگ‌ها به کشورهای همسایه نیز مهاجرت کرده‌اند. حدود ۳۰۰ تا ۶۰۰ گرگ در شبه‌جزیره عربی زندگی می‌کنند. گرگ‌ها به‌طور گسترده‌ای در ایران نیز پراکنده‌اند. جمعیت گرگ در ترکیه حدود ۷٬۰۰۰ تخمین زده می‌شود. خارج از ترکیه، جمعیت گرگ‌های خاورمیانه ممکن است بین ۱٬۰۰۰ تا ۲٬۰۰۰ باشد.
در جنوب آسیا، نواحی شمالی افغانستان و پاکستان مناطق کلیدی زیستی برای گرگ‌ها هستند. گرگ از سال ۱۹۷۲ در هند تحت حفاظت قرار گرفته است. گرگ هندی در ایالت‌های گجرات، راجستان، هاریانا، اوتار پرادش، مادیا پرادش، ماهاراشترا، کارناتاکا و آندرا پرادش پراکنده است. تا سال ۲۰۱۹، جمعیت آن در هند حدود ۲٬۰۰۰ تا ۳٬۰۰۰ برآورد شده است. در شرق آسیا، جمعیت مغولستان بین ۱۰٬۰۰۰ تا ۲۰٬۰۰۰ است. در چین، حدود ۶۵۰ گرگ در هیلونگ‌جیانگ، ۱۰٬۰۰۰ در سین‌کیانگ و ۲٬۰۰۰ در تبت گزارش شده‌اند. شواهد ۲۰۱۷ نشان می‌دهد که گرگ‌ها در سراسر خاک اصلی چین پراکنده‌اند. گرگ‌ها در چین در گذشته مورد آزار قرار گرفته‌اند، اما از سال ۱۹۹۸ تحت حفاظت قانونی قرار دارند. آخرین گرگ ژاپنی در سال ۱۹۰۵ شکار و کشته شد.

## رابطه گرگ‌ها و انسان‌ها

### در فرهنگ

#### در رسوم اجدادی، دین و افسانه

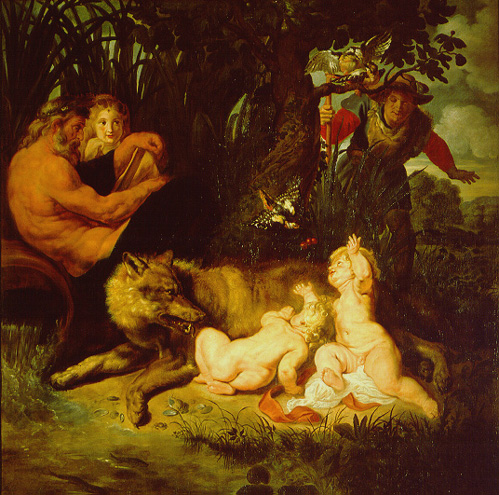
بر اساس اساطیر رومی یک گرگ ماده رموس و رمولوس را بزرگ کرد

گرگ یک نقش رایج در اسطوره‌شناسی‌ها و کیهان‌شناسی‌های اقوام در سراسر محدوده تاریخی‌اش است. یونانیان باستان گرگ را با آپولون، خدای نور و نظم، مرتبط می‌دانستند. رومیان باستان گرگ را با مارس، خدای جنگ و کشاورزی، مرتبط می‌کردند و باور داشتند بنیان‌گذاران شهرشان، رومولوس و رِموس، توسط یک گرگ ماده شیر داده شده‌اند. در اسطوره‌شناسی نورس، گرگ عظیم‌الجثه فِنریر، و همچنین گری و فِرِکی، حیوانات وفادار اودین، دیده می‌شوند.
در اخترشناسی چینی، گرگ نماینده ستاره سیریوس است و از دروازه آسمانی محافظت می‌کند. در چین، گرگ به‌طور سنتی با حرص و بی‌رحمی مرتبط بوده و عبارات برگرفته از گرگ برای توصیف رفتارهای منفی مانند بی‌رحمی ("قلب گرگ")، بی‌اعتمادی ("نگاه گرگ") و شهوت‌رانی ("سکس گرگ") به کار می‌رفته است. در هندوئیسم و بودیسم، گرگ وسیله‌ای برای ایزدان محافظ است. در وِداهای هندوئیسم، گرگ نماد شب است و بلدرچین روز باید از چنگال آن بگریزد. در بودیسم تانترایی، گرگ‌ها ساکنان قبرستان‌ها و نابودکنندگان اجساداند.
در اسطوره آفرینش پونی، گرگ نخستین حیوانی بود که به زمین آورده شد. وقتی انسان‌ها او را کشتند، با مرگ، ویرانی و از دست دادن جاودانگی مجازات شدند. برای پونی‌ها، سیریوس «ستاره گرگ» است و ناپدید شدن و ظهور مجدد آن نشان‌دهنده رفت‌وآمد گرگ میان دنیای ارواح است. هر دو قوم پونی و بلک‌فوت راه شیری را «مسیر گرگ» می‌نامند. گرگ همچنین نماد مهمی در نشان‌واره‌های طایفه‌ای اقوام شمال غربی اقیانوس آرام مانند کواک‌وَکاواک است.

مفهوم تبدیل انسان به گرگ، و بالعکس، در فرهنگ‌های گوناگون وجود داشته است. یکی از اسطوره‌های یونانی می‌گوید لایکائون به دلیل اعمال شرورانه‌اش توسط زئوس به گرگ تبدیل شد. افسانه گرگینه در فولکلور اروپا رایج است و دربارهٔ افرادی است که با اراده خود به گرگ تبدیل می‌شوند تا دیگران را بکشند. ناواهوها به‌طور سنتی باور داشتند جادوگران با پوشیدن پوست گرگ به گرگ تبدیل می‌شوند، انسان‌ها را می‌کشند و به قبرستان‌ها حمله می‌کنند. دِنایناها معتقد بودند گرگ‌ها زمانی انسان بوده‌اند و آنان را برادر خود می‌دانستند.

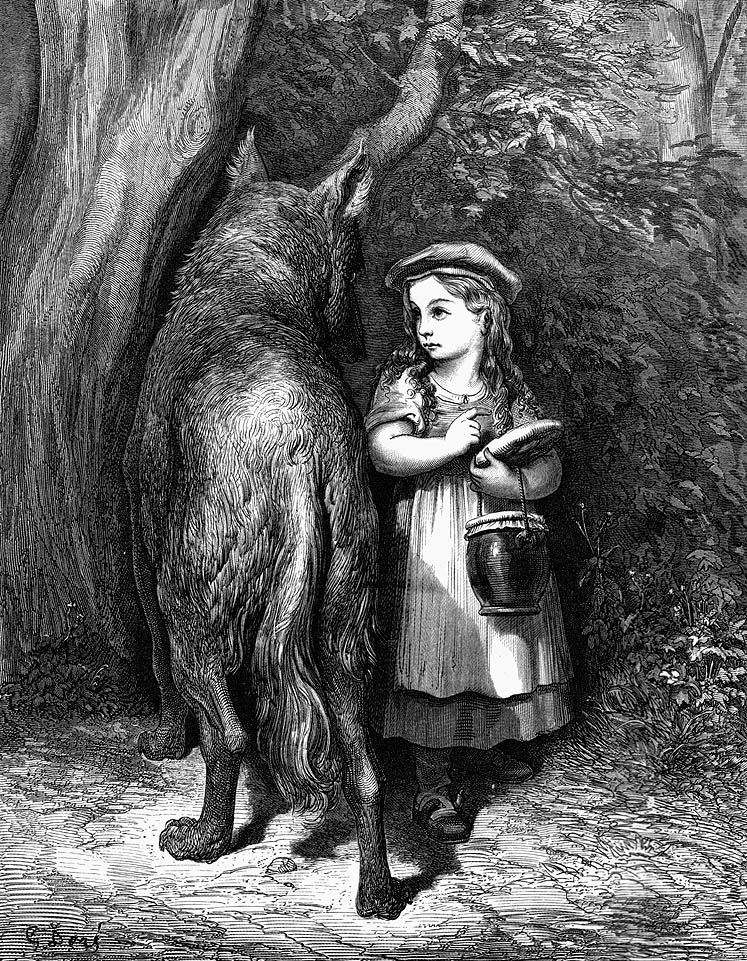
کلاه قرمزی (۱۸۸۳)، گوستاو دوره

#### در افسانه و ادبیات
ایزوپ گرگ‌ها را در چندین افسانه خود به کار برد، با تکیه بر دغدغه‌های دنیای شبان‌محور یونان باستان. معروف‌ترین آن‌ها افسانه «پسرک دروغ‌گو» است که دربارهٔ کسانی‌ست که آگاهانه زنگ خطر دروغین به صدا درمی‌آورند و از آن اصطلاح «گرگ آمدن» گرفته شده است. برخی دیگر از افسانه‌های او بر حفظ اعتماد میان چوپانان و سگ‌های نگهبان در برابر حملات گرگ‌ها تمرکز دارند، و نیز بر اضطراب ناشی از نزدیکی بیش از حد گرگ‌ها و سگ‌ها. هرچند ایزوپ از گرگ‌ها برای هشدار، انتقاد و پند اخلاقی استفاده می‌کرد، اما بازنمایی‌های او به شکل‌گیری تصور گرگ به‌عنوان حیوانی فریب‌کار و خطرناک کمک کرد. در کتاب مقدس، گرگ در چشم‌اندازی آرمان‌شهری در کنار بره به تصویر کشیده می‌شود. در عهد جدید، گفته شده عیسی گرگ‌ها را به‌عنوان تمثیلی از خطراتی که پیروانش (که او آنان را گوسفندان می‌نامد) با آن مواجه خواهند شد، به کار برده است.
ایزنگریم گرگ، شخصیتی که نخستین بار در شعر لاتین قرن دوازدهمی Ysengrimus ظاهر شد، یکی از شخصیت‌های اصلی در چرخه داستانی رینارد است؛ جایی که ایزنگریم نماینده اشراف درجه دوم است، و دشمنش، رینارد روباه، قهرمان طبقه دهقان. ایزنگریم همیشه قربانی هوش و بیرحمی رینارد می‌شود و اغلب در پایان داستان می‌میرد. داستان «شنل قرمزی»، نخستین بار در ۱۶۹۷ توسط شارل پرو نوشته شد، و به بدنامی بیشتر گرگ در جهان غرب کمک کرد. گرگ بد بزرگ به‌عنوان شروری تصویر شده که توانایی تقلید گفتار انسان و پوشیدن لباس انسانی دارد. این شخصیت به‌طور نمادین به‌عنوان یک شکارچی جنسی تفسیر شده است. شخصیت‌های گرگ منفی در داستان‌های «سه خوک کوچک» و «گرگ و هفت بزغاله» نیز دیده می‌شوند. شکار گرگ‌ها و حملات آنان به انسان‌ها و دام‌ها از موضوعات پررنگ در ادبیات روسیه است و در آثار تولستوی، چخوف، نکرایسوف، بونین، سابانیف و دیگران گنجانده شده است. در «جنگ و صلح» تولستوی و «دهاتی‌ها» ی چخوف صحنه‌هایی از شکار گرگ با سگ‌های شکاری و بورزوی دیده می‌شود. در قطعه موسیقایی «پیتر و گرگ»، گرگ به‌خاطر خوردن یک اردک دستگیر می‌شود، اما کشته نشده و به باغ‌وحش فرستاده می‌شود.
گرگ‌ها از شخصیت‌های محوری در «کتاب جنگل» اثر رودیارد کیپلینگ‌اند. توصیف او از گرگ‌ها بعداً توسط زیست‌شناسان گرگ تحسین شد؛ زیرا برخلاف تصویرهای رایج زمان انتشار کتاب که گرگ را شرور یا حریص می‌دانستند، گرگ‌ها را در قالب خانواده‌هایی خوش‌رفتار و وابسته به خرد و تجربه اعضای سالخورده به تصویر کشید. خاطرات نیمه‌تخیلی فارلی موات با عنوان «دیگر فریاد گرگ نزن» (۱۹۶۳) یکی از پرخواننده‌ترین کتاب‌ها دربارهٔ گرگ‌ها شمرده می‌شود که به فیلمی در هالیوود نیز اقتباس شده و دهه‌ها در مدارس آموزش داده شده است. گرچه این کتاب به‌خاطر تغییر نگاه عمومی به گرگ‌ها و ترسیم آن‌ها به‌عنوان موجوداتی دوست‌داشتنی، همیار و نجیب مورد تحسین قرار گرفت، اما به‌دلیل ایده‌آل‌سازی بیش از حد و نادرستی‌های واقعی نیز مورد انتقاد بوده است.

### درگیری‌ها
حضور انسان به‌نظر می‌رسد که موجب استرس در گرگ‌ها می‌شود، همان‌طور که افزایش سطح کورتیزول در مواردی مانند عبور موتورسورتمه‌ها در نزدیکی قلمرو آن‌ها نشان می‌دهد.

#### شکار دام

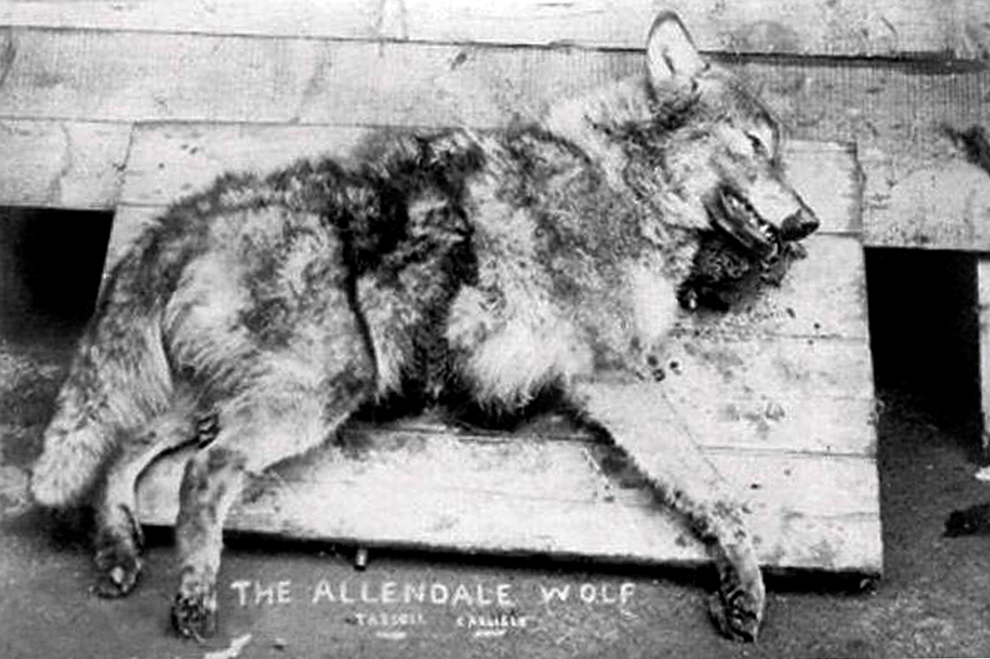
کارت پستال ۱۹۰۵ از گرگ هگزام - گرگ فراری که به دلیل کشتن دام در انگلیس تیراندازی شد

کشتار دام‌ها یکی از دلایل اصلی شکار گرگ‌ها بوده و مانعی جدی برای حفظ جمعیت آن‌ها به‌شمار می‌آید. علاوه بر خسارت اقتصادی، تهدید ناشی از حمله گرگ‌ها فشار روانی زیادی بر دامداران وارد می‌کند و تاکنون هیچ راهکار قطعی برای جلوگیری از این حملات، جز نابودی کامل گرگ‌ها، یافت نشده است. برخی کشورها برای جبران خسارات وارده، از طریق برنامه‌های غرامت یا بیمه دولتی اقدام می‌کنند. حیوانات اهلی شکار آسانی برای گرگ‌ها هستند، زیرا تحت حفاظت مداوم انسان پرورش یافته‌اند و توانایی دفاع از خود را به‌خوبی ندارند. گرگ‌ها معمولاً زمانی به دام‌ها حمله می‌کنند که طعمه‌های وحشی در دسترس کاهش یافته باشند. در اوراسیا، بخش بزرگی از رژیم غذایی برخی جمعیت‌های گرگ شامل دام‌هاست، در حالی که در آمریکای شمالی، چنین حملاتی نادر است، چرا که جمعیت طعمه‌های وحشی تا حد زیادی احیا شده‌اند.
بیشتر تلفات در فصل چرا در تابستان رخ می‌دهد، زمانی که دام‌ها بدون مراقبت در مراتع دورافتاده رها شده‌اند و آسیب‌پذیرترین وضعیت را در برابر حمله گرگ دارند. رایج‌ترین گونه‌های دام که هدف قرار می‌گیرند عبارتند از: گوسفند (اروپا)، گوزن شمالی اهلی (اسکاندیناوی شمالی)، بز (هند)، اسب (مغولستان)، گاو و بوقلمون (آمریکای شمالی). شمار دام‌های کشته‌شده در هر حمله بسته به گونه متفاوت است: بیشتر حملات به گاو و اسب منجر به کشته شدن یک حیوان می‌شود، در حالی که بوقلمون، گوسفند و گوزن شمالی ممکن است به‌صورت اضافی کشته شوند. گرگ‌ها عمدتاً زمانی به دام‌ها حمله می‌کنند که در حال چرا هستند، اگرچه گاهی وارد محوطه‌های محصور نیز می‌شوند.

#### رقابت با سگ‌ها
مروری بر مطالعات مربوط به اثرات رقابتی سگ‌ها بر گوشت‌خواران هم‌زیست اشاره‌ای به تحقیق خاصی دربارهٔ رقابت میان سگ و گرگ نکرده است. رقابت از نظر زیستی به نفع گرگ خواهد بود، زیرا مشخص است که گرگ‌ها سگ‌ها را می‌کشند؛ با این حال، در مناطقی با تعقیب و سرکوب شدید انسانی، گرگ‌ها معمولاً به صورت جفت یا در دسته‌های کوچک زندگی می‌کنند و در مواجهه با گروه‌های بزرگ سگ‌ها در موقعیت ضعف قرار می‌گیرند.
گرگ‌ها گاهی سگ‌ها را می‌کشند و برخی جمعیت‌های گرگ تا حد زیادی به سگ‌ها به‌عنوان منبع غذایی متکی‌اند. در کرواسی، گرگ‌ها بیش از گوسفند، سگ می‌کشند، و در روسیه، به‌نظر می‌رسد گرگ‌ها جمعیت سگ‌های ولگرد را کنترل می‌کنند. در حمله به سگ‌های همراه با انسان، گرگ‌ها ممکن است رفتاری غیرعادی و جسورانه نشان دهند و حتی انسان‌های نزدیک را نادیده بگیرند. این حملات ممکن است هم در حیاط خانه‌ها و هم در جنگل‌ها رخ دهند. حمله گرگ به سگ‌های شکاری در اسکاندیناوی و ویسکانسین یک مشکل جدی تلقی می‌شود. با اینکه شمار سگ‌های کشته‌شده در سال نسبتاً پایین است، اما موجب ترس از ورود گرگ‌ها به روستاها و حیاط مزارع برای شکار می‌شود. در بسیاری فرهنگ‌ها، سگ‌ها عضو خانواده یا حداقل بخشی از تیم کاری محسوب می‌شوند، و مرگ آن‌ها می‌تواند واکنش‌های احساسی شدیدی همچون درخواست برای قوانین شکار آزادتر را به همراه داشته باشد.
سگ‌هایی که برای نگهبانی از گوسفندان استفاده می‌شوند به کاهش درگیری‌های انسان و گرگ کمک می‌کنند و به‌عنوان یکی از ابزارهای غیرکشنده در حفاظت از گرگ‌ها پیشنهاد می‌شوند. این سگ‌ها چندان تهاجمی نیستند، اما می‌توانند با بروز رفتارهایی مبهم از نظر گرگ—مانند پارس کردن، خوش‌آمدگویی اجتماعی، دعوت به بازی یا پرخاش—فرصت شکار را برهم زنند. استفاده تاریخی از سگ‌های چوپان در اوراسیا در مقابله با حملات گرگ مؤثر بوده است، به‌ویژه زمانی‌که گوسفندان در حضور چندین سگ نگهبان محصور شده‌اند. با این حال، سگ‌های چوپان نیز گاهی توسط گرگ‌ها کشته می‌شوند.

#### حمله به انسان‌ها

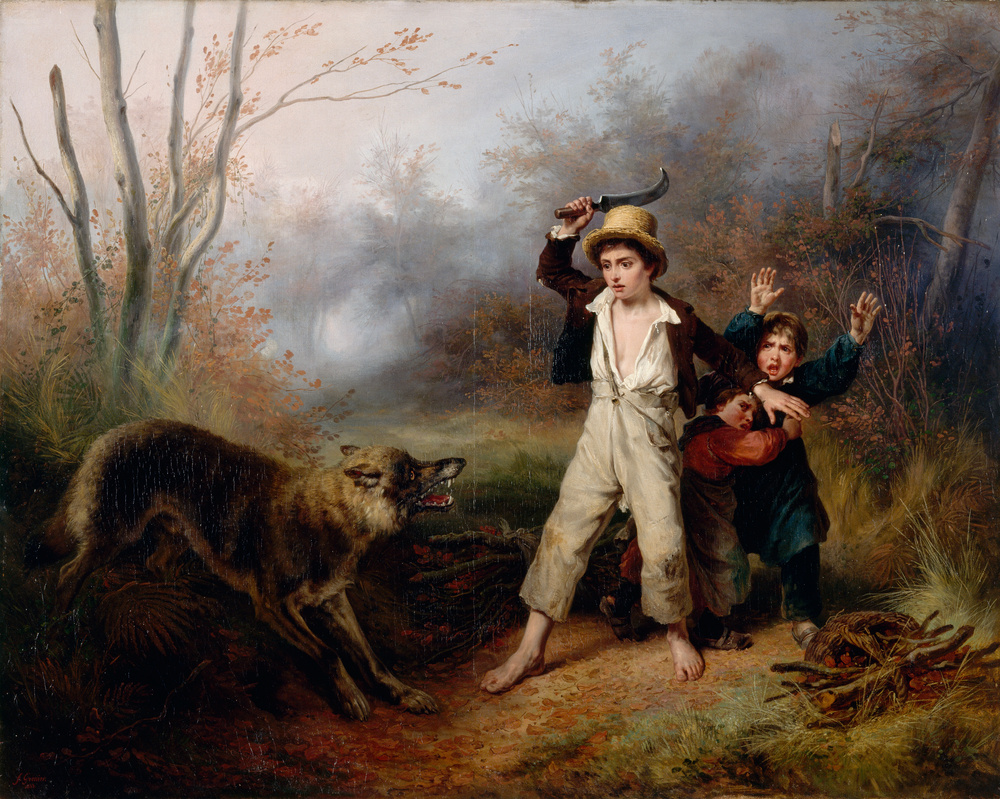
کودکان روستایی غافلگیر شده توسط یک گرگ (۱۸۳۳) اثر فرانسوا گرنیه دو سن مارتین

ترس از گرگ در بسیاری از جوامع فراگیر بوده، با اینکه انسان بخشی از طعمه طبیعی گرگ محسوب نمی‌شود. واکنش گرگ‌ها به انسان تا حد زیادی به تجربه پیشین آن‌ها با انسان بستگی دارد: گرگ‌هایی که تجربه منفی از انسان ندارند یا به غذا عادت داده شده‌اند، ممکن است ترسی از انسان نشان ندهند. هرچند گرگ‌ها ممکن است در صورت تحریک شدن رفتاری تهاجمی نشان دهند، این حملات اغلب محدود به گازهای سریع به اندام‌هاست و پیگیری نمی‌شوند.
حملات شکارچیانه معمولاً با دوره‌ای طولانی از عادت‌پذیری آغاز می‌شوند، که طی آن گرگ‌ها به‌تدریج ترس خود را از انسان از دست می‌دهند. قربانیان در این نوع حملات مکرراً به سر و صورت گاز گرفته می‌شوند و در صورت عدم مداخله، به‌سوی محل خلوت کشیده شده و خورده می‌شوند. این حملات معمولاً در سطح محلی محدود می‌مانند و تا زمانی که گرگ‌های درگیر کشته نشوند، ادامه می‌یابند. چنین حملاتی در تمام طول سال می‌توانند رخ دهند، اما اوج آن‌ها بین ژوئن تا اوت است، زمانی‌که افراد بیشتری برای چرای دام یا چیدن میوه و قارچ وارد جنگل‌ها می‌شوند. نمونه‌هایی از حملات گرگ‌های غیرهار در زمستان در بلاروس، کیروف، ایرکوتسک، کارلیا و اوکراین ثبت شده است. همچنین، در فصل تولید توله، گرگ‌ها با فشار غذایی بیشتری مواجه‌اند. بیشتر قربانیان حملات شکارچیانه گرگ، کودکان زیر ۱۸ سال هستند و در موارد نادر که بزرگ‌سالان کشته می‌شوند، قربانی تقریباً همیشه زن است. گرگ‌های هندی سابقه شکار کودکان را دارند، پدیده‌ای که به آن «کودک‌ربایی» (child-lifting) می‌گویند. این اتفاقات عمدتاً در فصل بهار و تابستان و در ساعات غروب و اغلب در محدوده سکونت‌گاه‌های انسانی رخ می‌دهد.
موارد ابتلای گرگ‌ها به هاری در مقایسه با گونه‌های دیگر کم است، زیرا گرگ‌ها مخزن اصلی بیماری محسوب نمی‌شوند، اما می‌توانند از سگ، شغال یا روباه آلوده شوند. گرچه در آمریکای شمالی وقوع هاری در گرگ‌ها بسیار نادر است، در مدیترانه شرقی، خاورمیانه و آسیای مرکزی بسیار رایج‌تر است. گرگ‌ها ظاهراً فاز «خشمگین» بیماری هاری را به شدت بالایی تجربه می‌کنند. این ویژگی، به‌همراه جثه و قدرت فیزیکی آن‌ها، گرگ هار را به یکی از خطرناک‌ترین حیوانات هار بدل می‌کند. گاز گرفتن توسط گرگ هار پانزده برابر خطرناک‌تر از سگ هار است. گرگ‌های هار معمولاً به‌تنهایی حرکت می‌کنند، مسافت‌های طولانی می‌پیمایند و به تعداد زیادی از انسان‌ها و حیوانات اهلی حمله می‌کنند. اغلب این حملات در بهار و پاییز روی می‌دهد. برخلاف حملات شکارچیانه، قربانیان گرگ‌های هار خورده نمی‌شوند و این حملات معمولاً در یک روز رخ می‌دهد. قربانیان به‌طور تصادفی انتخاب می‌شوند، گرچه بیشتر موارد مربوط به مردان بزرگ‌سال است. در پنجاه سال منتهی به ۲۰۰۲، هشت مورد حمله مرگ‌بار در اروپا و روسیه ثبت شد و بیش از دویست مورد در جنوب آسیا.

#### شکار گرگ توسط انسان

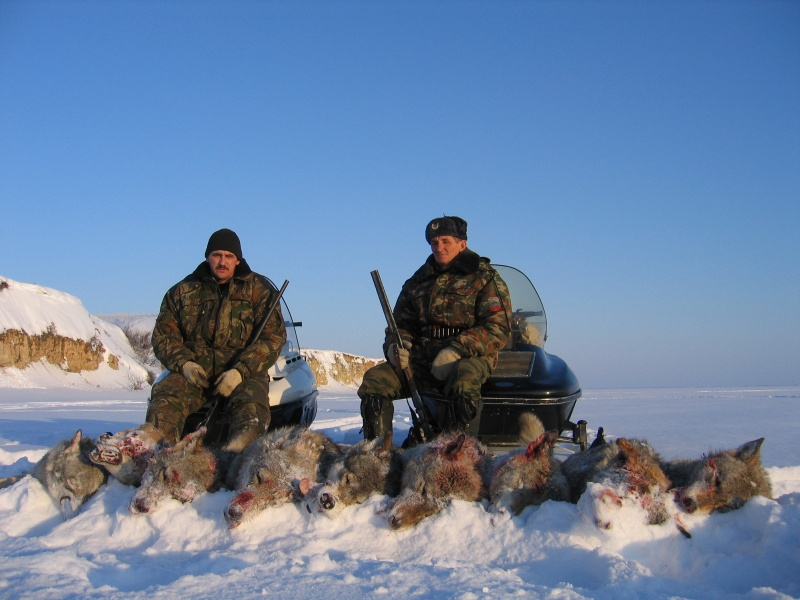
لاشه گرگ‌های شکار شده در استان ولگوگراد روسیه

تئودور روزولت گفته است که شکار گرگ دشوار است، به دلیل فرارگری، حواس تیز، استقامت بالا و توانایی آن در ناتوان‌سازی سریع و کشتن سگ‌های شکاری. روش‌های سنتی شامل کشتن توله‌های متولد بهار در لانه‌ها، تعقیب با سگ‌ها (معمولاً ترکیبی از سگ‌های تیزبین، بلادهاوند و فاکس تریر)، مسموم‌سازی با استریکنین و تله‌گذاری بوده است.
یکی از روش‌های رایج شکار گرگ در روسیه محاصره دسته‌ای از گرگ‌ها در یک منطقه کوچک با نصب تیرک‌هایی (فلادری) آغشته به بوی انسان است. این روش به ترس گرگ از بوی انسان تکیه دارد، اما با عادت‌کردن گرگ‌ها به این بو، اثربخشی‌اش کاهش می‌یابد. برخی شکارچیان با تقلید صدای گرگ‌ها آن‌ها را جذب می‌کنند. در قزاقستان و مغولستان، شکار گرگ با استفاده از عقاب‌ها و شاهین‌های بزرگ یک سنت بوده، اما این روش در حال زوال است، زیرا تعداد فالکنرهای ماهر کاهش یافته. شکار گرگ از هواپیما بسیار مؤثر است، به‌خاطر دید وسیع و خطوط مستقیم تیراندازی. چند نژاد سگ، از جمله بورزوی و تاجگان قرقیزی، به‌طور خاص برای شکار گرگ پرورش یافته‌اند.

### در نقش حیوان خانگی و کاری
برخی افراد گرگ‌ها و دورگه‌های گرگ-سگ را به‌عنوان حیوان خانگی نگهداری می‌کنند. بااین‌حال، برخلاف سگ‌های اهلی، گرگ‌ها انعطاف‌پذیری کمتری برای زندگی در کنار انسان‌ها دارند و کمتر به دستورات انسانی پاسخ می‌دهند. احتمال رفتار تهاجمی آن‌ها بیشتر است و مواردی از حملات مرگبار توسط گرگ‌های خانگی گزارش شده است.

#### واژه‌نامه
1. ↑  Cauda recurvata
2. ↑  IUCN SSC Canid Specialist Group
3. ↑  Cripple Creek Sump
4. ↑  Short undercoat
5. ↑  Guardhair
6. ↑  vulnerable individuals of large prey
7. ↑  Wild large hoofed mammals
8. ↑  Custer Wolf
9. ↑  Sarcoptes scabiei